# Pintura no Reino Unido

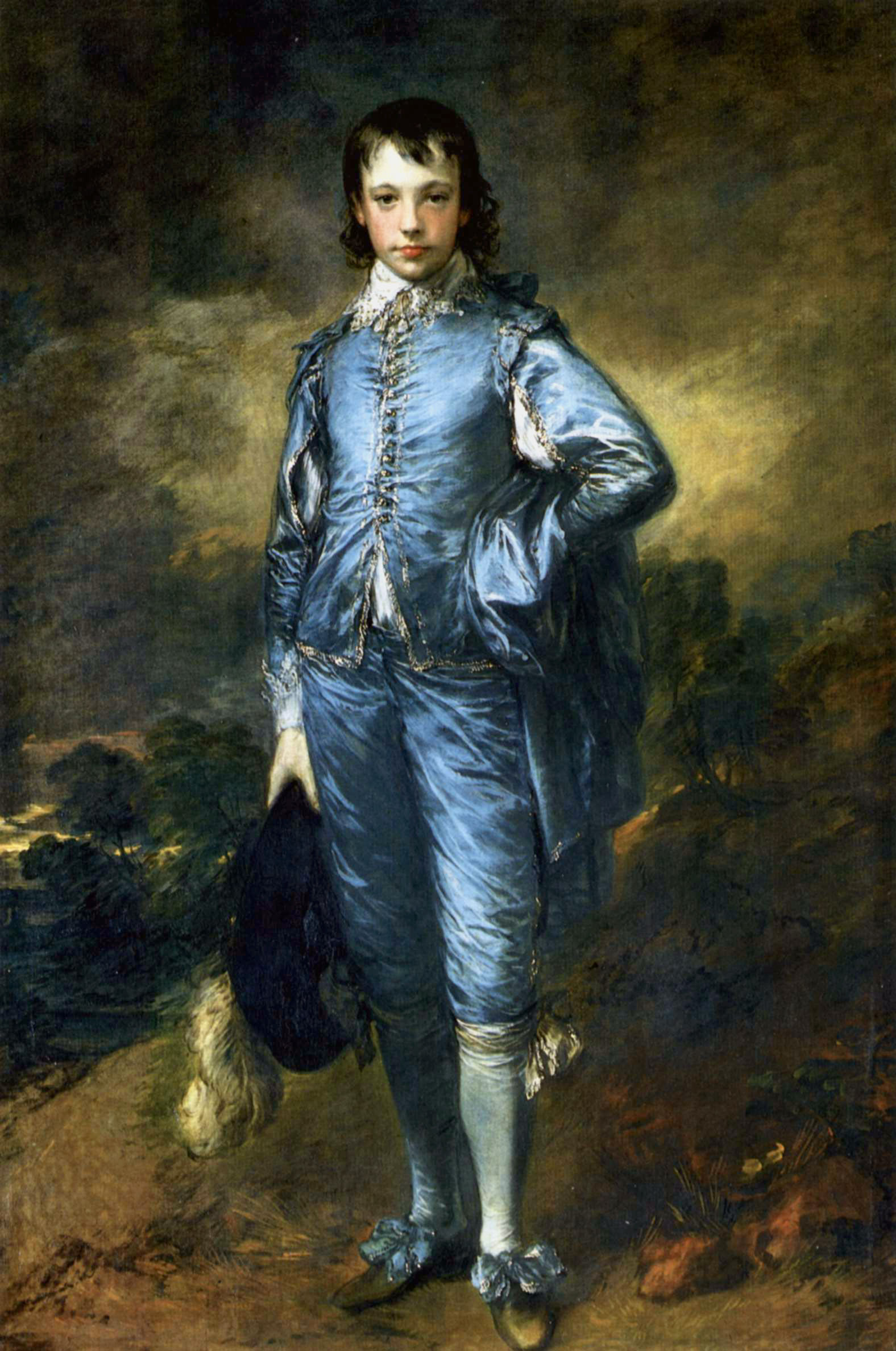
Thomas Gainsborough: Jovem de azul (Retrato de Jonathan Buttall, 1770. Huntington Art Gallery

A pintura no Reino Unido inclui a pintura na Inglaterra, Escócia, País de Gales e Irlanda do norte. A posição dominante que este país ocupa cultural e historicamente pôde ditar diretrizes estéticas.
A Irlanda foi continuamente atribulada por invasões estrangeiras e disputas entre os pequenos reinos que a compunham na Idade Média, até ser conquistada no tempo de Henrique VIII. Depois foi maciçamente colonizada por ingleses e escoceses, passou por uma sangrenta guerra civil, sofreu com o perene antagonismo à Inglaterra e com períodos de fome que dizimaram sua população, até que em meio a novos conflitos sofreu no século XX uma divisão que libertou a maior parte de seu território para um governo autônomo, enquanto permanecia ligada ao Reino Unido apenas sua fração norte, a Irlanda do Norte. Desta forma, salvo um período no século VII quando liderou a arte nas ilhas com uma importante escola de iluminuras, as condições para um florescimento artístico local foram sempre difíceis, embora ele tenha acontecido com algum vigor desde o século XVIII e hoje tenha muita consistência.
O País de Gales não teve uma história muito diferente. Ocupado por celtas, romanos e depois por normandos e tribos anglo-saxônicas, permaneceu fragmentário até 1284, quando o Estatuto de Rhuddlan determinou sua anexação à Inglaterra como um principado, confirmada por atos legais entre 1535 e 1542, que permaneceram vigorando até à década de 1950. Contudo, da mesma forma que a Irlanda, Gales experimentou um ciclo medieval de significativa atividade artística no terreno das iluminuras, produzindo algumas obras-primas como os Evangelhos de Lichfield. Somente no século XIX a educação começou a se generalizar, e o Romantismo de então favoreceu um revivalismo das tradições celtas, que foram objeto de recriações em pintura em outras formas de arte, principalmente por artistas ingleses. No final do século XX, com o desenvolvimento econômico e cultural, já se cultivava a pintura discretamente.
A Escócia deu uma contribuição significativa à pintura britânica além do período medieval, quando também ali se verificou um florescimento da arte da iluminura. Essa contribuição adicional em larga medida dependeu da instrução inglesa, e teria de esperar pelo menos até o século XV para tomar impulso, quando o patronato de Jaime III incentivou as artes locais. No século XVIII o chamado Iluminismo Escocês fortalece a cultura local, num período em que a Escócia se tornara um dos países mais alfabetizados da Europa. Surgem diversos pintores importantes - embora amiúde atraídos para Londres - e se formam em Glasgow e Edimburgo centros de cultivo consistente de pintura. No século XIX as condições sociais e culturais já possibilitavam a fundação de uma influente academia de arte e aparecem escolas locais de influência e com caráter próprio. No século XX a Escócia confirma sua segunda posição no ambiente cultural britânico, com muitas escolas de arte, museus importantes e inúmeros pintores praticantes. Quanto à Inglaterra, sua história será abordada com mais detalhe ao longo do artigo.
Os mais antigos testemunhos de uma prática de pintura nas ilhas britânicas datam do século VII. Estes exemplos primitivos são encontrados, contudo, apenas em manuscritos, tratando-se das célebres iluminuras do cristianismo celta. Ao longo da Idade Média, Renascimento e Barroco a maior parte dos pintores ativos na região são estrangeiros, e por isso em parte se justifica a afirmativa dos que consideram a pintura no Reino Unido como tendo nascido apenas no século XVIII, quando se formou importante escola de mestres locais. Desde lá esta forma de arte no Reino desenvolveu-se em pé de igualdade com o que ocorria no restante da Europa e deu valiosas contribuições próprias à pintura do ocidente, onde hoje é uma das referências mais importantes.

## Idade Média
Durante os séculos VII e VIII a Irlanda, Escócia e a Nortúmbria estão entre os mais importantes centros europeus de produção de manuscritos iluminados, uma tradição que começou depois da sua cristianização por São Patrício, no século V, e revela a influência direta do trabalho celta em metais, rico em complexas filigranas. Essa tradição permaneceria viva na Irlanda até o século XIII.
O exemplo mais antigo que sobrevive é o Cathach de São Columba, um saltério do século VII. Embora possua apenas uma decoração discreta, duas características já apontam para o futuro desenvolvimento de um estilo que seria único: a primeira é que a inicial é bem destacada, mas sua decoração não apenas envolve a letra em arabescos e preenche espaços vazios, mas principalmente distorce sua forma. A outra se percebe no tratamento das letras seguintes, que vão diminuindo de tamanho até se integrarem ao resto do texto.

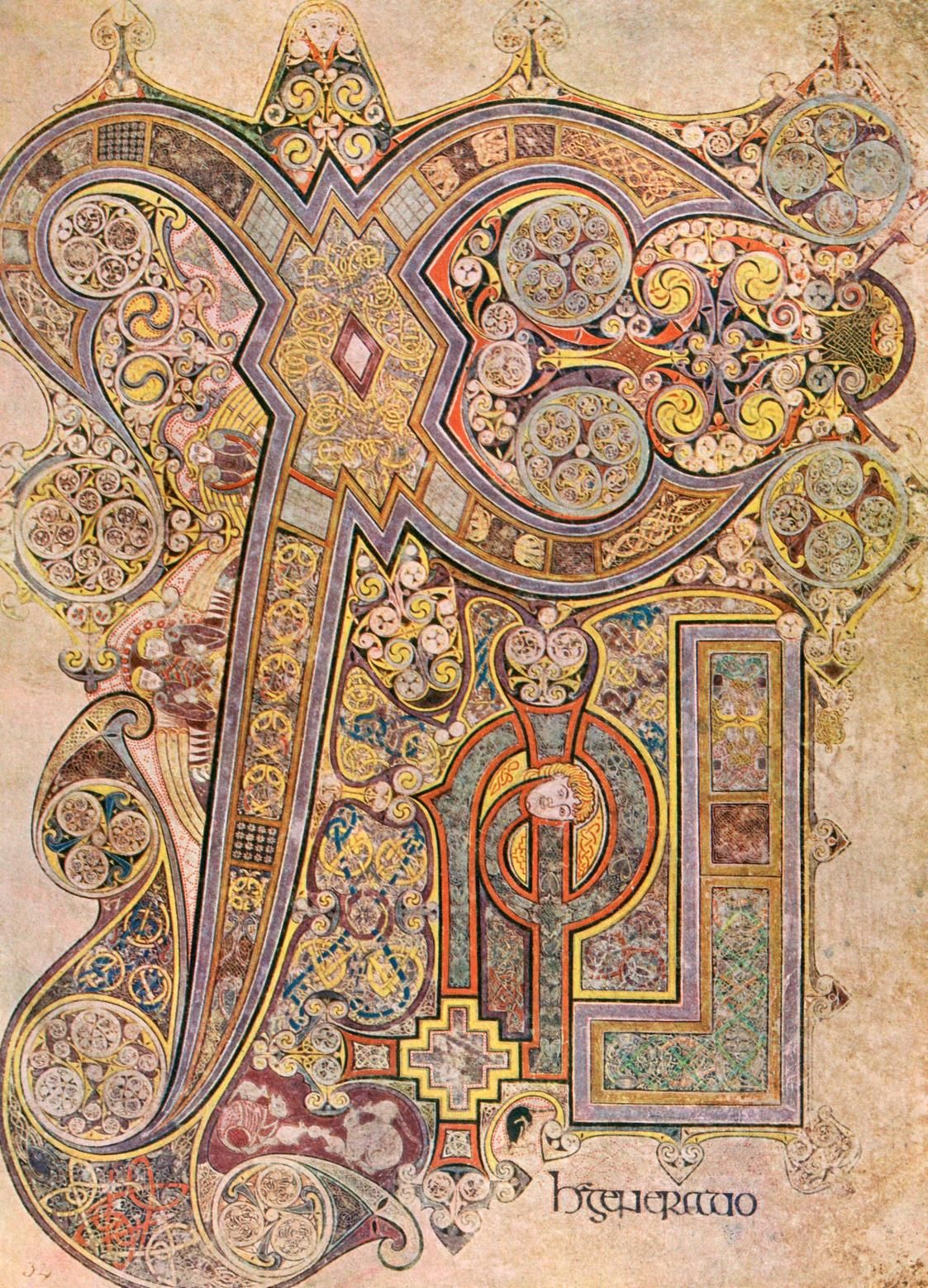
Livro de Kells, fólio 34 recto

Esse estilo já está plenamente desenvolvido no Livro de Durrow, poucas décadas posterior, onde as iniciais são ricamente ornamentadas e suas formas adquirem desenhos extravagantes. As figuras humanas e animais são altamente estilizadas e possuem marcado caráter decorativo, e o livro também possui páginas apenas com ilustrações abstratas, que mostram um padrão extremamente complexo de linhas e volutas em intrincados entrelaçamentos.. Outros livros sacros do mesmo gênero e época são o Livro de Deer, o Evangelhos de Durham, os Evangelhos de Lindisfarne, os Evangelhos de Lichfield e vários outros. Contudo o mais extraordinário representante desta escola é o Livro de Kells, uma das mais ricas obras da arte medieval, cujas ilustrações são de tamanha complexidade que muitos detalhes só são perceptíveis com uma lente.
Alguns vêem nessa tradição semelhanças com a arte islâmica e judaica do mesmo período, e seu estilo seria de grande importância quando se espalhar por outros pontos da Europa e estabelecer um repertório formal que inspiraria a iluminura carolíngia e a decoração de edifícios românicos e góticos.
Na Inglaterra a influência celta já em torno do século VIII se mescla a outras influências vindas do continente, da arte greco-italiana ou bizantina, e dá origem um estilo híbrido que tem grandes exemplos no Códex Áureo de Estocolmo, no Saltério de Vespasiano e no importante Codex Amiatinus, do século VIII-IX, possivelmente a mais antiga cópia completa da Vulgata existente. Sua evolução, contudo, foi perturbada por invasões viquingues, e somente no século X a arte ganha novo fôlego, quando em Winchester, Cantuária e outras cidades se estabelece uma nova e importante escola de produção de iluminuras, da qual é belo exemplo o Benedicionário de São Etelvoldo, notável pela naturalidade de suas figuras humanas.
Vários manuscritos literários ou históricos importantes do período sobreviveram na Irlanda, muitos agora inteiramente na língua irlandesa; exemplos incluem o Livro de Leinster, que é um dos vários com um texto do Lebor Gabála Érenn ou "Livro das Invasões". 
As tradições celta e anglo-saxônica chegam a um fim entre os séculos XI e XII, quando predomina o estilo carolíngio, integrando texto e ilustração e mostrando composições bem menos complexas, mas mais naturalistas, com cores vívidas. Mais tarde o interesse passa dos Evangelhos para os saltérios e Bíblias, como o Saltério Lutterell, mas o melhor exemplo dessa nova fase é a Bíblia de Winchester, que mostra características do estilo românico que se desenvolvera, na inclusão de figuras grotescas e seres híbridos. Esse gosto pelas aberrações e extravagâncias também deu origem a uma linha de iluminuras sobre textos profanos com fins moralizantes, onde os bestiários assumem um papel de destaque. Ilustrando mitos e lendas baseados em um conhecimento pseudo-científico da natureza, o Bestiário de Aberdeen, criando em torno de 1200 em Lincoln ou Iorque, é talvez o mais rico exemplo de seu gênero.

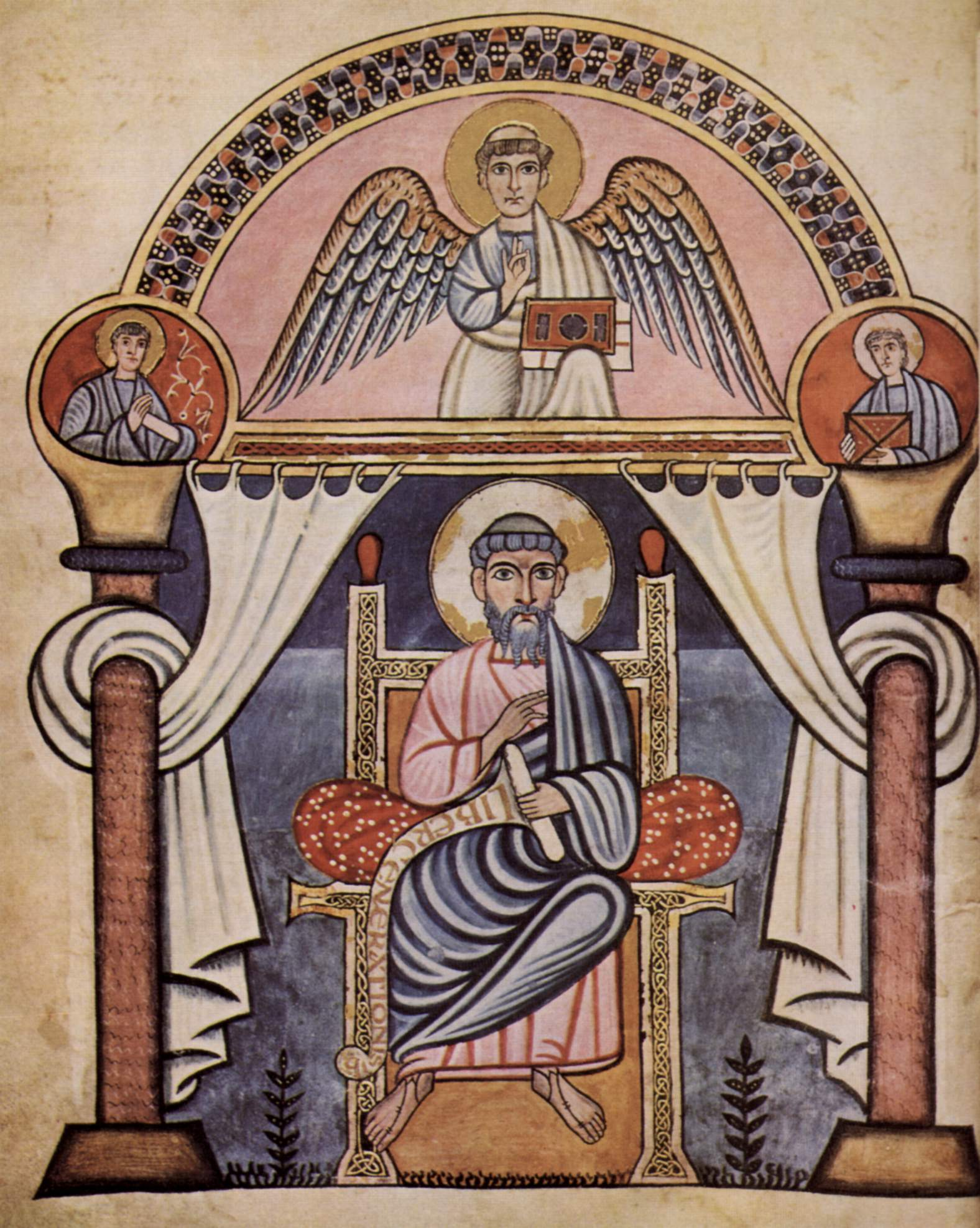
Codex Aureus de Estocolmo: São Mateus, Biblioteca Real de Estocolmo
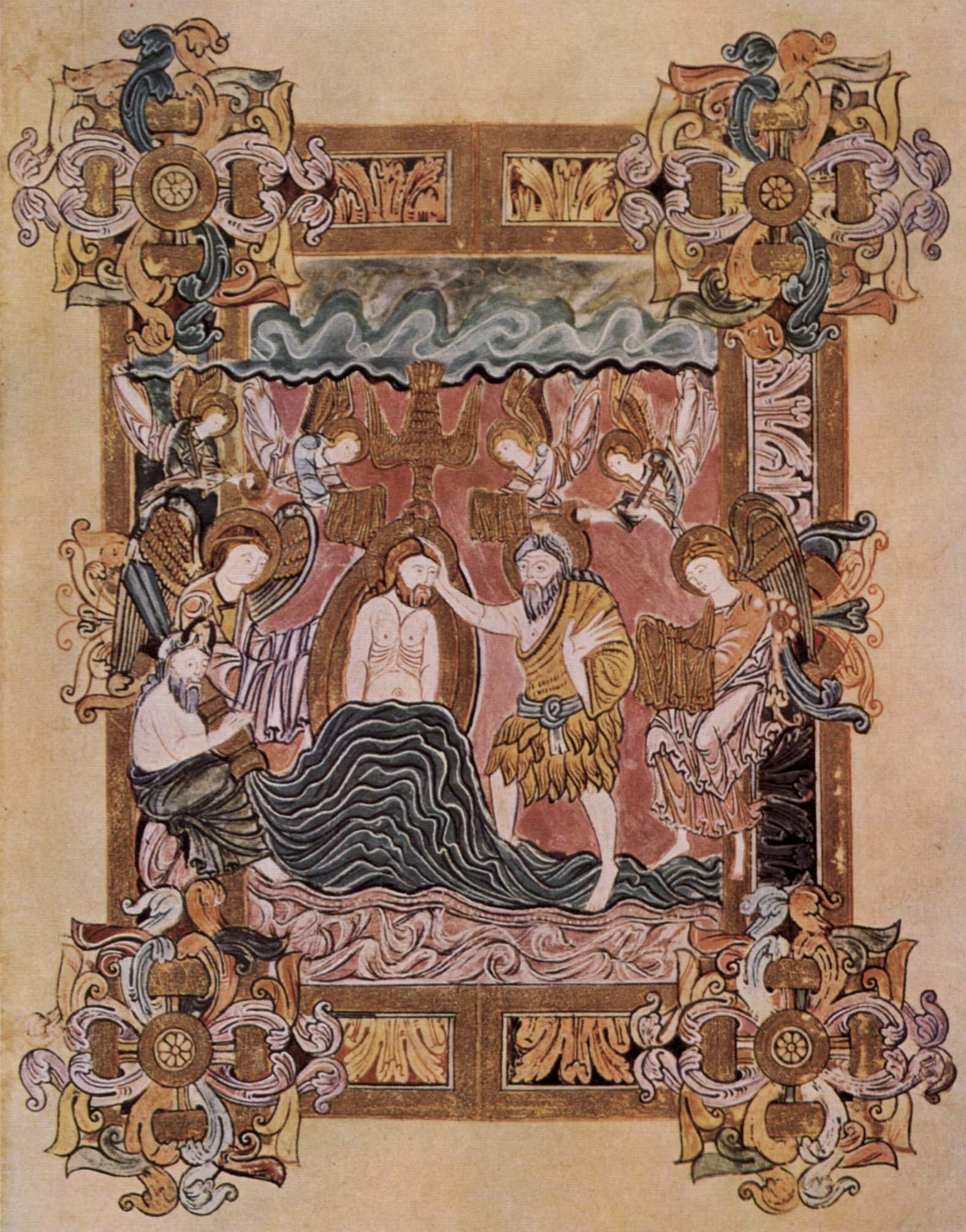
Benedicionário de São Etelvoldo: Batismo de Cristo, British Library
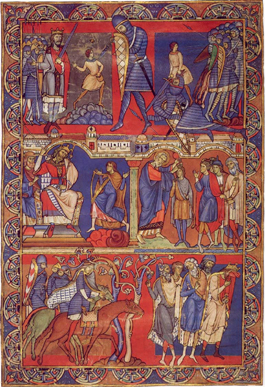
Bíblia de Winchester: Cenas com o rei David
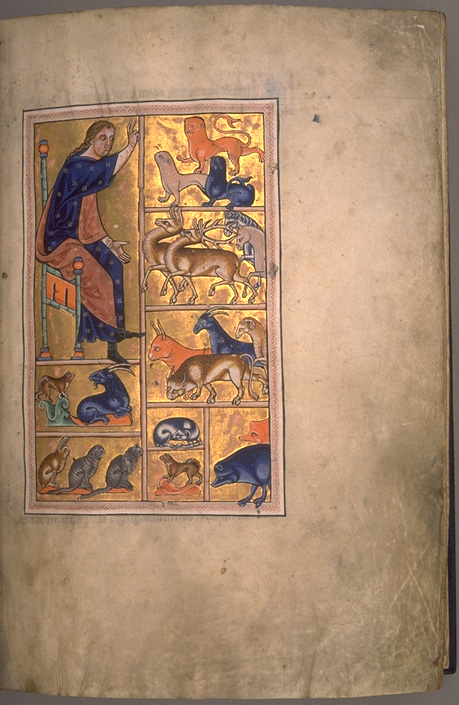
Bestiário de Aberdeen: Adão nomeia os animais

### Pintura gótica
Durante o período Gótico as iluminuras continuariam sendo a mais importante forma de pintura nas ilhas britânicas. No século XIII Henrique III incentivou as artes e aparecem alguns afrescos em edifícios religiosos, como em Santa Ágata (Easby), e alguma pintura em painéis, como o Retábulo de Westminster, a mais antiga peça de altar inglesa que chegou a nós e um fino exemplo da vanguarda artística na Inglaterra em seu tempo, mas pouco restou desta fase.
Entre os séculos XIV e XV o que se produziu mostra uma evolução para o gótico internacional, que aparece na Inglaterra através dos Países Baixos e França, com suas figuras alongadas e delicadas e sua ornamentação floral preciosista. Neste intervalo se destacam o soberbo Díptico Wilton, um dos raros remanescentes de seu tipo, possivelmente de autor francês, e o Missal Sherborne, do século XV, o mais importante e rico de seu período, onde se mostram renovados os temas e a organização do texto e das imagens; ambos já demonstram uma assimilação completa dos princípios góticos que dominavam a arte em toda Europa. O tratamento do espaço também muda e exibe enorme diferença em relação à tradição anterior em um esboço de perspectiva, utilizando o sombreado nas figuras para criar o ilusionismo de profundidade e dando a elas uma presença mais concreta.

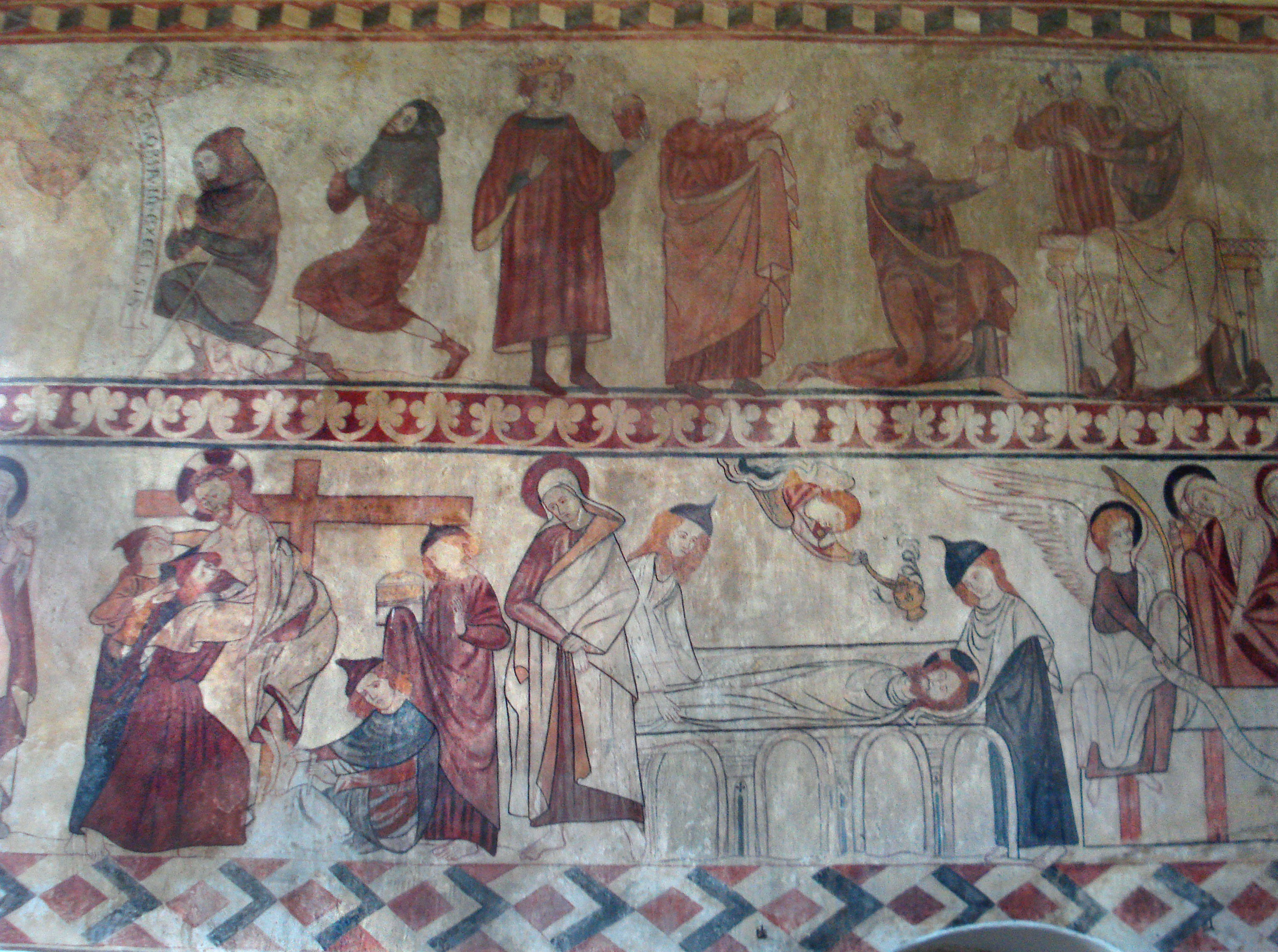
Afrescos na Igreja de Santa Ágata, c. 1260
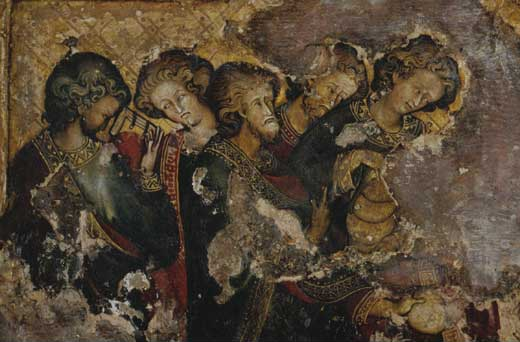
Retábulo de Westminster (detalhe), c. 1270-1280. Abadia de Westminster
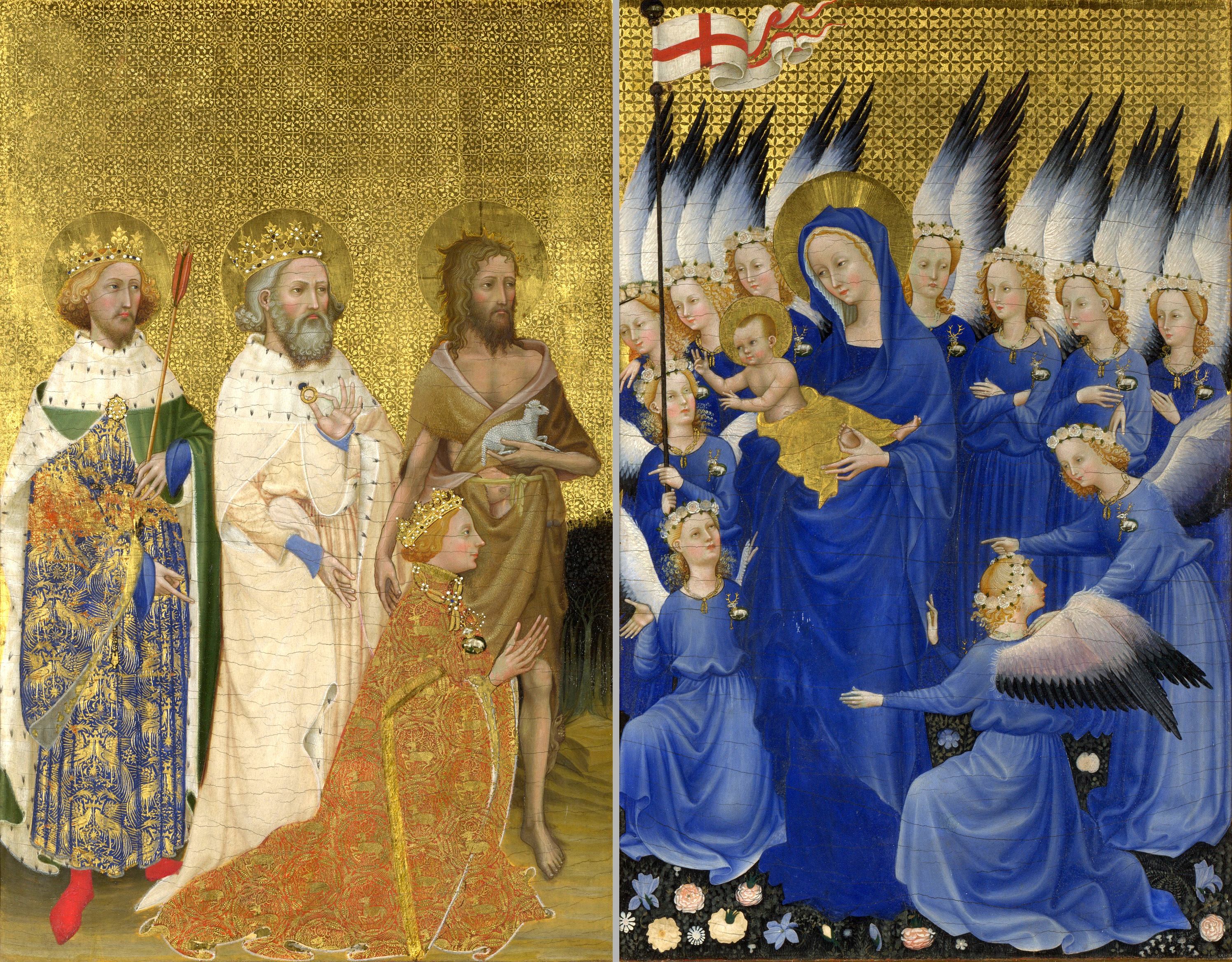
Díptico Wilton, 1395-1399. National Gallery of London
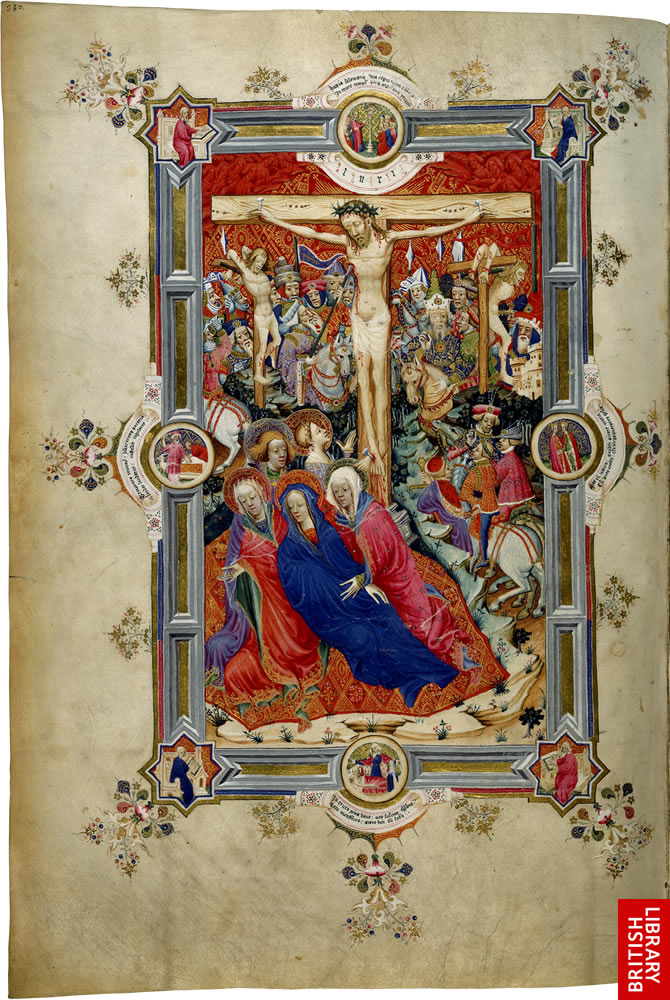
Missal Sherborne: Crucificação, século XV. British LIbrary

## Renascimento
A transição entre a Idade Média e o Renascimento no Reino Unido acontece tardiamente, ao longo do século XVI, quando ele já se encaminhava para o fim na Europa e surgia o Maneirismo. Assim, não houve de fato um Renascimento britânico, antes ocorreu uma mistura do estilo tardo-gótico local com as novas tendências híbridas continentais. Essa fase foi marcada pela crescente afirmação do poder real dos Tudor na Inglaterra, tornando as artes da Irlanda, Escócia e Gales meras extensões suas. Mas mesmo a arte inglesa continuou a depender da influência externa e não criou nada essencialmente novo. Havia pouco interesse pela história clássica e seus mitos, fonte de inspiração para grande quantidade de representações no continente. Além disso, enquanto o Catolicismo vigorou, não adotou à larga, como fez em outras partes, a pintura como forma de instrução e evangelização, e muito menos a Igreja da Inglaterra o fez após o cisma Anglicano, assim inversamente a religião não serviu para informar a todos do valor da pintura, e até o século XVIII essa forma de arte permaneceu quase exclusivamente na esfera privada e entre a nobreza. Também o caráter do povo inglês tem sido invocado para explicar o pouco prestígio da pintura na região, sendo eles menos emocionais e menos sensíveis aos apelos da cor e da linha, e mais interessados pela música, literatura e poesia.
A querela de Henrique VIII contra o papa e as perseguições religiosas que se seguiram não ajudaram nesse sentido, antes puseram um súbito fim na arte religiosa que conseguira frutificar, com a supressão de ordens e mosteiros, confisco de propriedades eclesiásticas e a destruição de grande parte do que se havia produzido em pintura, tanto nos murais e retábulos como nas iluminuras, e por isso muito pouco sobreviveu da Idade Média.
Em compensação, com as riquezas que ele tomou da Igreja, pôde consolidar o poder do trono e se dedicar aos prazeres da arte, e deliberadamente estimulou a introdução de um gosto italianizado na corte, convidando artistas estrangeiros, enviando outros para estudar no exterior e importando muitas obras, e refinando a cultura das elites, que agora desejavam exibir seu status através de retratos.. Desta forma o gótico lentamente começa a ser deslocado em favor de uma arte de características maneiristas e humanistas, derivada da Itália e centrada na representação da figura humana. O resultado dessa tendência foi o desenvolvimento de uma interessante escola de retratística, a chamada Escola Tudor, que cultivou o retrato em uma variedade de formas, desde a miniatura, feita para contemplação privada, até os grandes retratos oficiais da alta nobreza, cheios de um simbolismo que tinha óbvia função exibicionista e propagandística, enviados como presente a monarcas estrangeiros ou levados por embaixadores para favorecer contratos vantajosos de casamento entre a nobreza. Nessa tradição se destaca a riquíssima e extensa série de retratos oficiais de Elisabeth I, mostrada sempre jovem e com o máximo de pompa. Via de regra eram realizados com pouco sentido de profundidade espacial e escasso modelado na figura, resultando em um estilo detalhista, decorativo e arcaizante que tendia a enfatizar sua augusta majestade. Com essas imagens o governo buscava deliberadamente substituir o culto à Virgem Maria, suprimido pela Igreja Anglicana, instituindo a devoção à rainha que jamais casou, a Gloriana, como a chamavam.
A maior parte dos mestres ativos ali são estrangeiros, residentes ou de passagem, e além da presença dominante de Hans Holbein, se assinalam Paul van Somer, Anthonis Mor, Hans Eworth, Lucas de Heere, Cornelis Ketel, Nicolas Lizard, Marcus Gheeraerts, o Velho, Marcus Gheeraerts, o Jovem, Federico Zuccari, Michael Sittow, Quentin Metsys, William Scrots, Isaac Oliver, John de Critz e Steven van der Meulen.
Com a ascensão de Elisabeth I ao trono, a Inglaterra se torna uma potência naval. Elisabeth pacificou e enriqueceu o país e deu origem à chamada Idade de Ouro da cultura inglesa, atraindo crescente número de mestres estrangeiros para as ilhas. O retratismo chega a alto grau de qualidade, atendendo a um programa estético que tinha base política, ao mesmo tempo em que todas as outras artes conhecem uma grande expansão, para a qual também contribui o aparecimento de uma burguesia culta e abastada. Com a chegada de Susanna Horenboult, Lucas Horenbout e Levina Teerlinc também se cultiva a miniatura, praticada pelos locais Rowland Lockey e Nicholas Hilliard. Outros ingleses dignos de nota são William Segar, George Gower, John Bettes, Mestre John, Robert Peake, o Velho, mas muitos anônimos também deixaram obras importantes.
Nicholas Hilliard ( c.  1547 –7 de janeiro de 1619) – "o primeiro gênio nativo da pintura inglesa" – iniciou uma forte tradição inglesa na miniatura de retratos. A tradição foi continuada pelo aluno de Hilliard, Isaac Oliver ( c.  1565 –bur. 2 de outubro de 1617), cujos pais huguenotes franceses escaparam para a Inglaterra na infância do artista.
Outros artistas ingleses notáveis do período incluem: Nathaniel Bacon (1585–1627); John Bettes, o Velho (ativo c.  1531–1570 ) e John Bettes, o Jovem (falecido em 1616); George Gower ( c.  1540–1596 ), William Larkin (início da década de 1580–1619) e Robert Peake, o Velho ( c.  1551–1619 ). Os artistas da corte Tudor e seus sucessores até o início do século XVIII incluíam vários talentos importados influentes: Hans Holbein, o Jovem, Anthony van Dyck, Peter Paul Rubens, Orazio Gentileschi e sua filha Artemisia Gentileschi, Sir Peter Lely (um súdito inglês naturalizado de 1662) e Sir Godfrey Kneller (um súdito inglês naturalizado na época de seu título de cavaleiro em 1691).
O século XVII viu uma série de importantes pintores ingleses de retratos em tamanho real, mais notavelmente William Dobson (1611 – 1646); outros incluem Cornelius Johnson (1593 – 1661) e Robert Walker (1599–1658). Samuel Cooper (1609–1672) foi um miniaturista talentoso na tradição de Hilliard, assim como seu irmão Alexander Cooper (1609–1660) e seu tio, John Hoskins (1589/1590–1664). Outros retratistas notáveis do período incluem: Thomas Flatman (1635–1688), Richard Gibson (1615–1690), o dissoluto John Greenhill (c. 1644–1676), John Riley (1646–1691) e John Michael Wright (1617–1694). Francis Barlow (c. 1626–1704) é conhecido como "o pai da pintura esportiva britânica"; ele foi o primeiro pintor de vida selvagem da Inglaterra, iniciando uma tradição que atingiu o auge um século depois, na obra de George Stubbs (1724–1806). 
As mulheres inglesas começaram a pintar profissionalmente no século XVII; exemplos notáveis incluem Joan Carlile (c. 1606–79) e Mary Beale (nascida Cradock; 1633–1699).

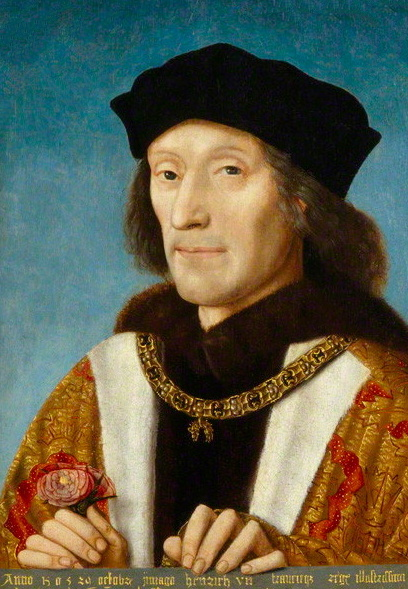
Retrato de Henrique VII, atribuído a Michel Sittow, 1500
Hans Holbein: Os embaixadores, 1533. National Gallery of London
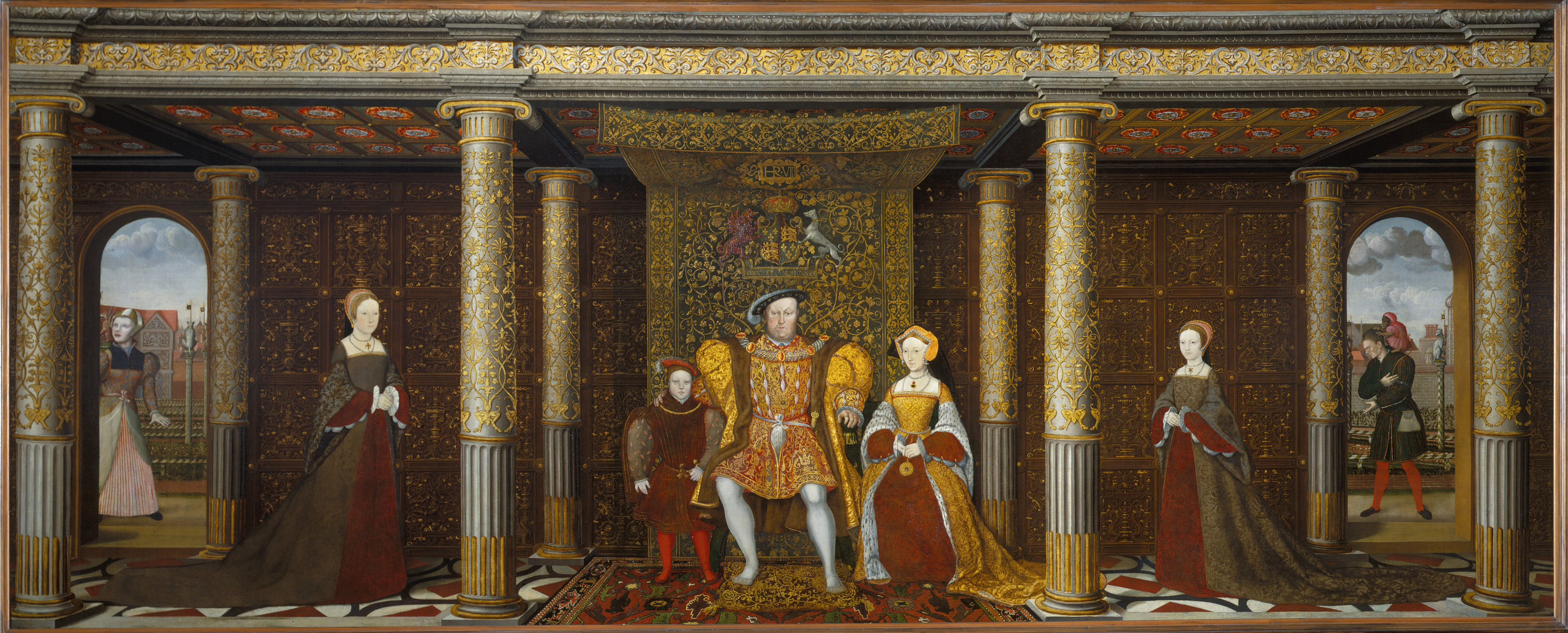
Anônimo: Retrato da família de Henrique VIII, c. 1545. Palácio de Hampton Court
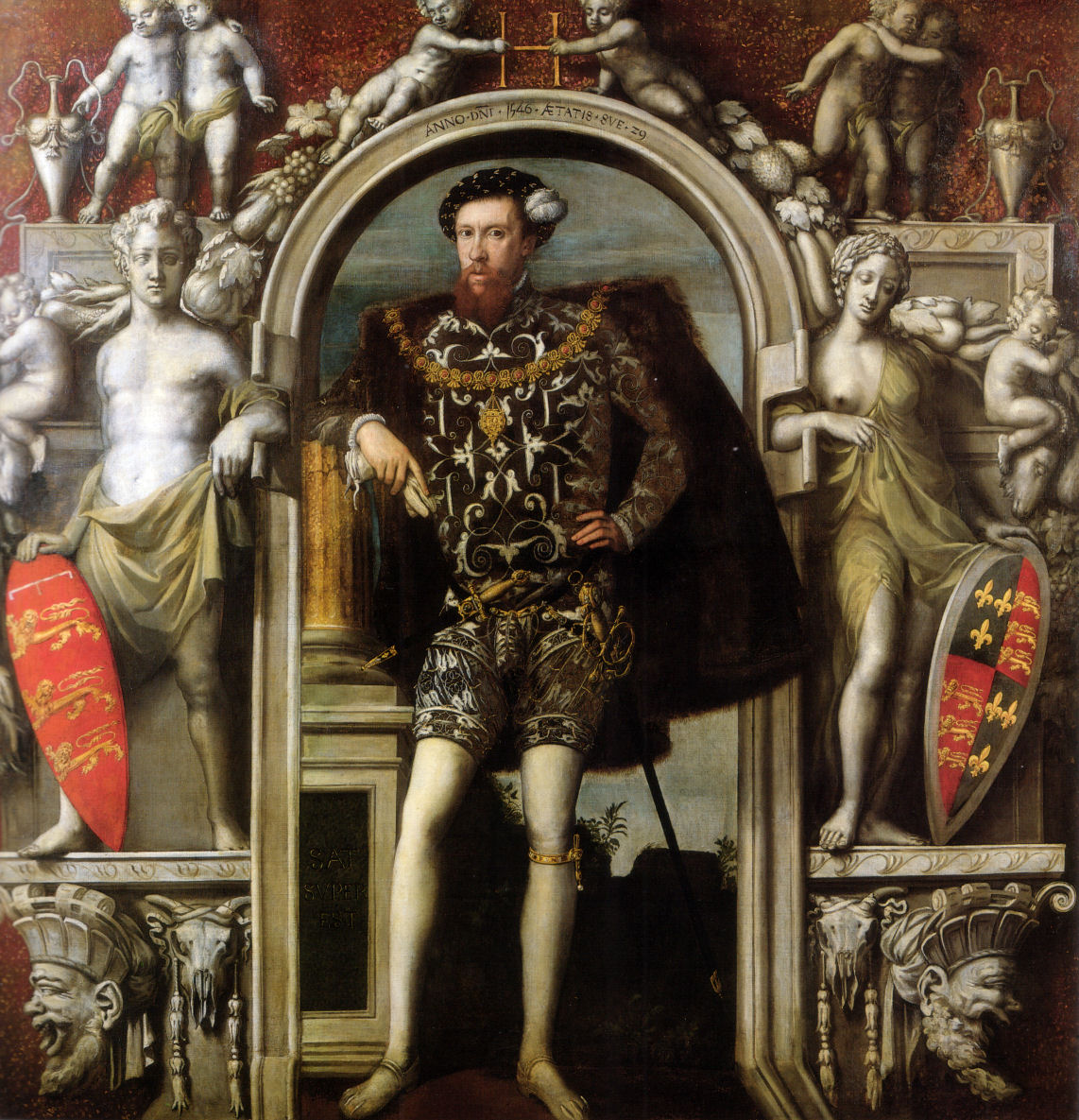
Retrato de Henry Howard, conde de Surrey, 1545, atribuído a William Segar.
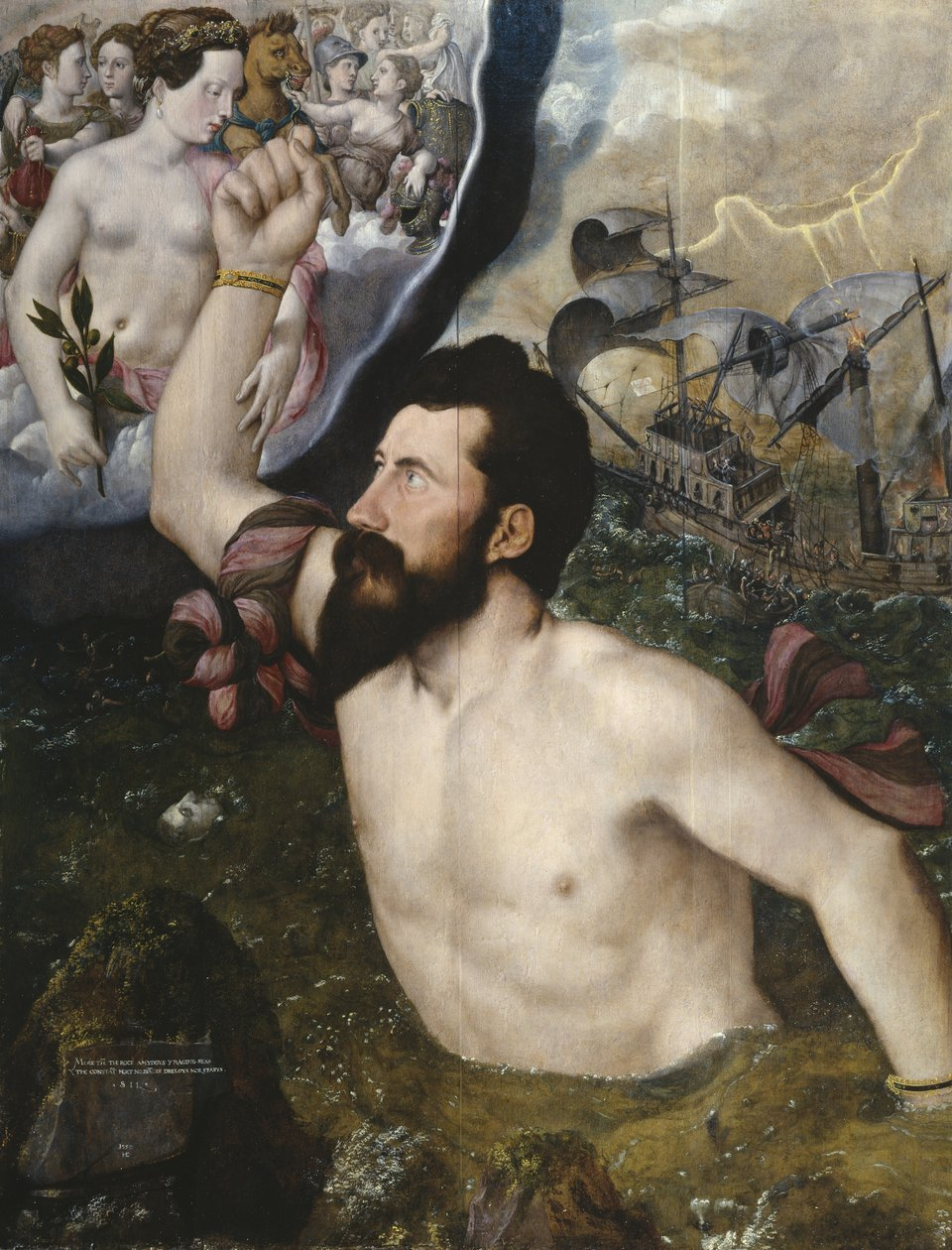
Hans Eworth: Retrato alegórico de Sir John Luttrell, 1550. Courtauld Institute
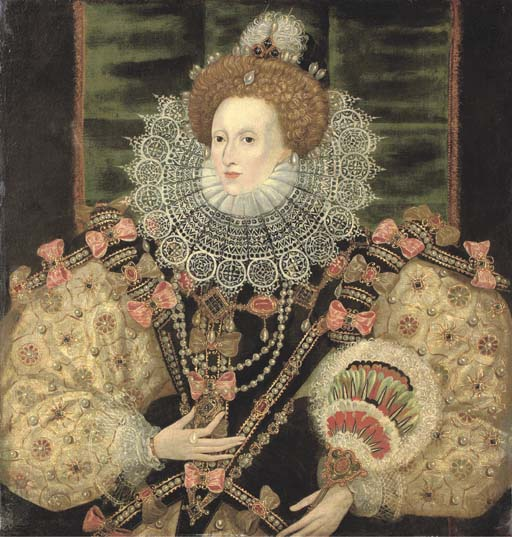
George Gower: Retrato de Elisabeth I, c. 1588. Leicester Galleries
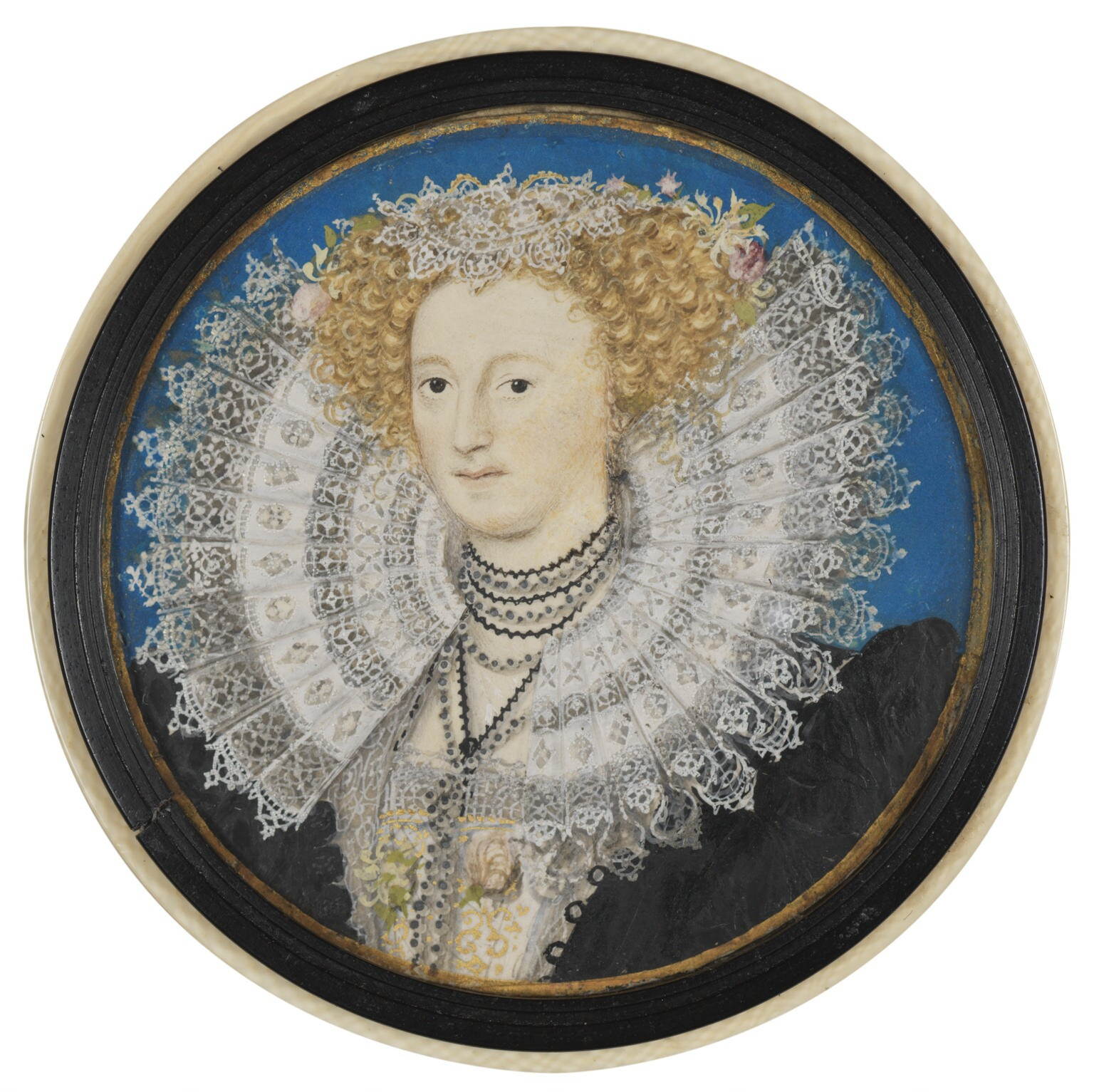
Nicholas Hilliard, 'Retrato de Mary Sydney Herbert, condessa de Pembroke, c. 1590, miniatura. National Portrait Gallery
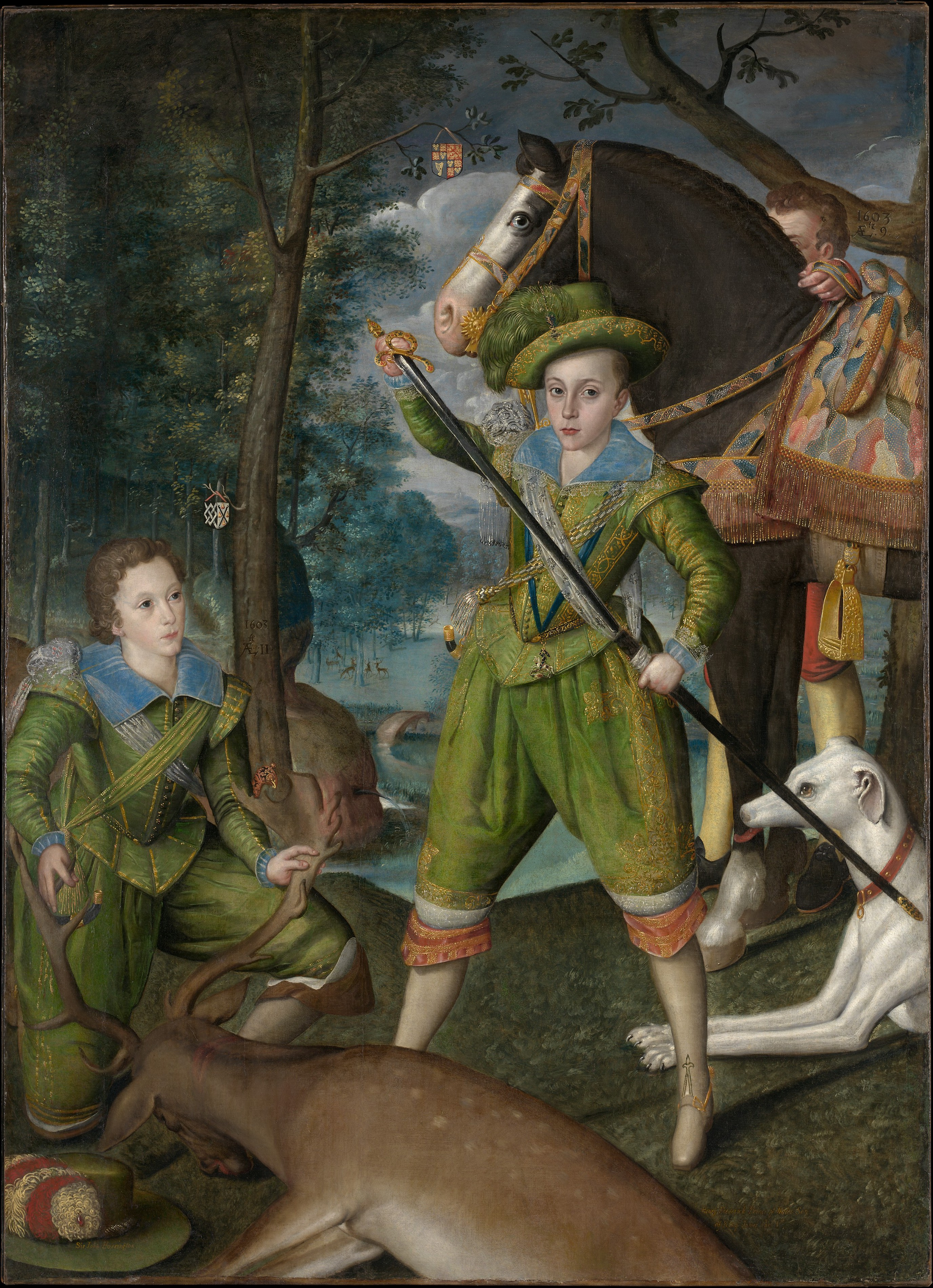
Robert Peake: Retrato de Henry, príncipe de Gales, caçando, 1603. Metropolitan Museum of Art

### Artistas
- Hans Holbein
- Anthonis Mor
- Hans Eworth
- Cornelis Ketel
- Marcus Gheeraerts, o Velho
- Marcus Gheeraerts, o Jovem
- Federico Zuccari
- Michael Sittow
- Quentin Metsys
- William Scrots
- Isaac Oliver
- Lucas Horenbout
- Levina Teerlinc
- Nicholas Hilliard
- William Segar
- George Gower
- Robert Peake, o Velho

## Barroco
Na primeira metade do século XVII, a nobreza inglesa tornou-se importante colecionadora de arte europeia, liderada pelo rei Carlos I e Thomas Howard, 21º conde de Arundel. No final do século XVII, o Grand Tour – uma viagem pela Europa que dava a conhecer o legado cultural da antiguidade clássica e do Renascimento – era obrigatório para os jovens ingleses ricos.
Seguindo o exemplo de Elisabeth I, Carlos I foi um pródigo patrono das artes, um dos maiores, de fato, e viu nelas uma forma de promover suas grandiosas concepções sobre a monarquia. Em 1628 adquiriu a enorme coleção dos Gonzaga de Mântua, e a convite do rei a Inglaterra foi apresentada a um dos mais importantes artistas de sua geração, Peter Paul Rubens, que veio em missão diplomática e artística. Ele e seu discípulo Anthony van Dyck, que se radicou por lá como pintor da corte e conquistou sucesso imediato, foram os maiores responsáveis pela introdução do Barroco pictórico nas ilhas, embora ele já fosse visível na obra do flamengo Daniël Mijtens, antigo pintor do rei, que trabalhou com um maior naturalismo e um senso de intimismo em seus inúmeros retratos oficiais, fazendo avanços importantes na técnica da Escola Tudor.
E vieram mais outros, como Peter Lely, que sucedeu a Van Dyck como o pintor mais requisitado pela nobreza, lugar ocupado depois por Godfrey Kneller, fundador de uma academia de pintura e desenho que levava seu nome. Gerard Soest, Willem Wissing e David Loggan também fizeram boa reputação, e Willem van de Velde, o Velho, com seu filho Willem van de Velde (Filho), iniciaram uma tradição em pintura com temas navais e marinhos.
Rubens e Van Dyck, contudo, foram as cabeças do Barroco britânico. Introduziram um novo senso de movimento, espaço e luz na pintura inglesa, com maior dramatismo nos contrastes e um maior naturalismo nas figuras. Eles criaram um padrão para a retratística que perdurou até o século XVIII, influenciando gerações de novos pintores locais e mantendo o retrato como tema preferido na pintura britânica. Seu exemplo ensinou aos britânicos uma técnica pictórica mais desenvolta e rica, conseguindo efeitos de sombreado e gradações de cor muito mais sutis, e deram mais vigor, elegância e dinamismo à concepção das formas. Aparecem alusões a personagens e eventos da mitologia greco-romana e a paisagem, de início relegada a um papel totalmente secundário nos fundos dos retratos, recebe mais cuidado para mais tarde começar a ter vida própria como um gênero autônomo através dos precursores Jan Siberechts e Robert Streeter. Outros autores locais significativos foram William Dobson, John Riley, Robert Walker, Peter Monamy, John Vanderbank e John Michael Wright. 
No século XVIII, o estilo e a tradição distintos da pintura inglesa continuaram a concentrar-se frequentemente no retrato, mas o interesse pelas paisagens aumentou e um novo foco foi colocado na pintura histórica, que era considerada a mais alta da Hierarquia dos gêneros, e é exemplificada na extraordinária obra de Sir James Thornhill, que se distinguiu dos demais de sua geração por seguir um estilo diretamente derivado do Barroco italiano, deixando cenas históricas e alegóricas grandiloquentes em edifícios importantes, como a Catedral de São Paulo e o Palácio de Blenheim. O pintor histórico Robert Streater (1621–1679) era muito considerado na sua época.
Tendo iniciado um desenvolvimento artístico consistente no século XV, durante o Barroco a Escócia se torna o segundo maior centro cultural do Reino Unido, com destaque para os pintores William Aikman e George Jamesone, além dos estrangeiros atuantes ali como John de Medina e Jacob de Wit.

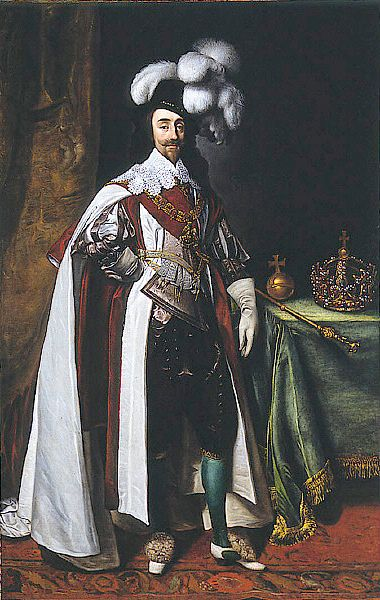
Daniel Mytens: Retrato de Carlos I, 1633. Saint Louis Art Museum
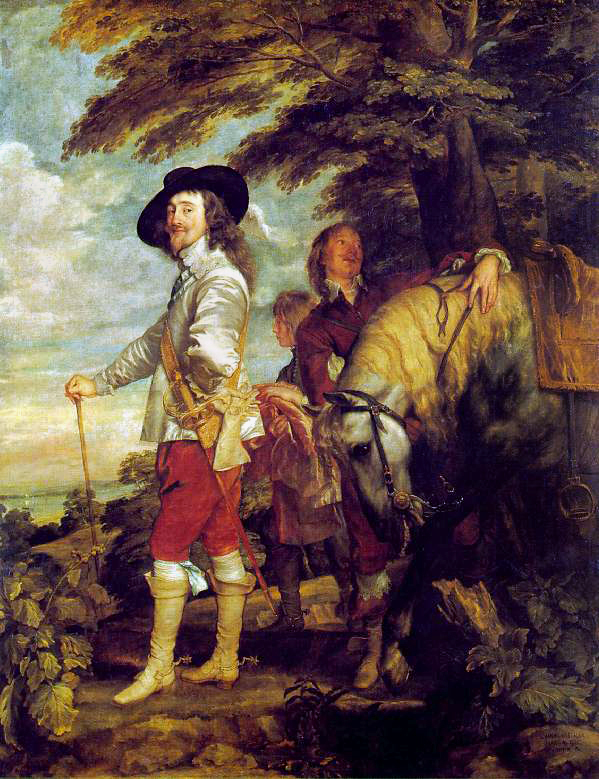
Anthony van Dyck: Retrato de Carlos I, 1635. Museu do Louvre
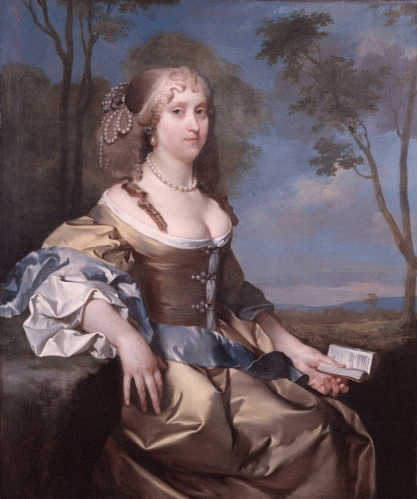
Gerard Soest: Retrato de Anne Bulwer, 1654.
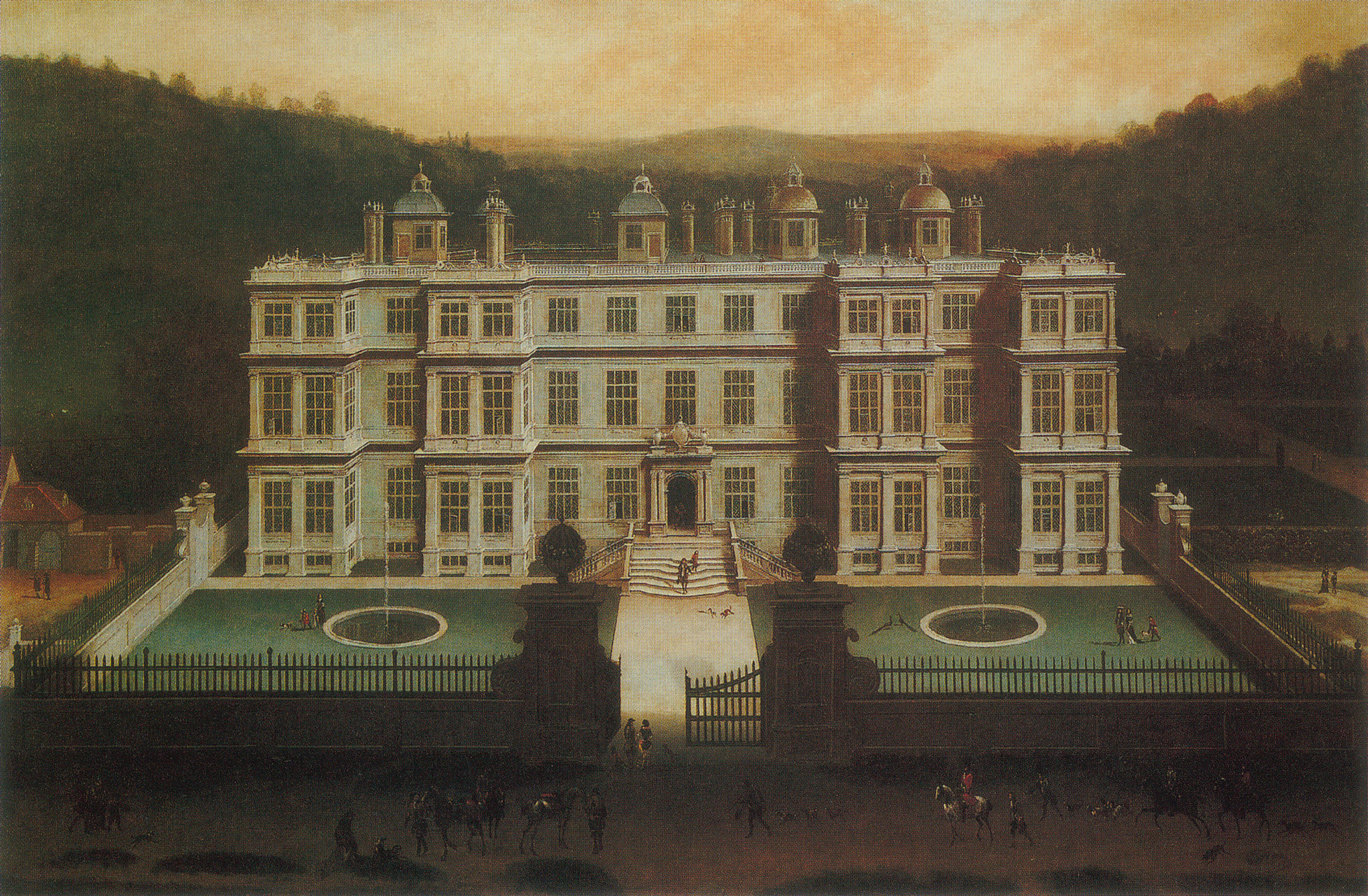
Jan Siberechts: Vista de Longleat House, 1675. National Portrait Gallery of Edinburgh
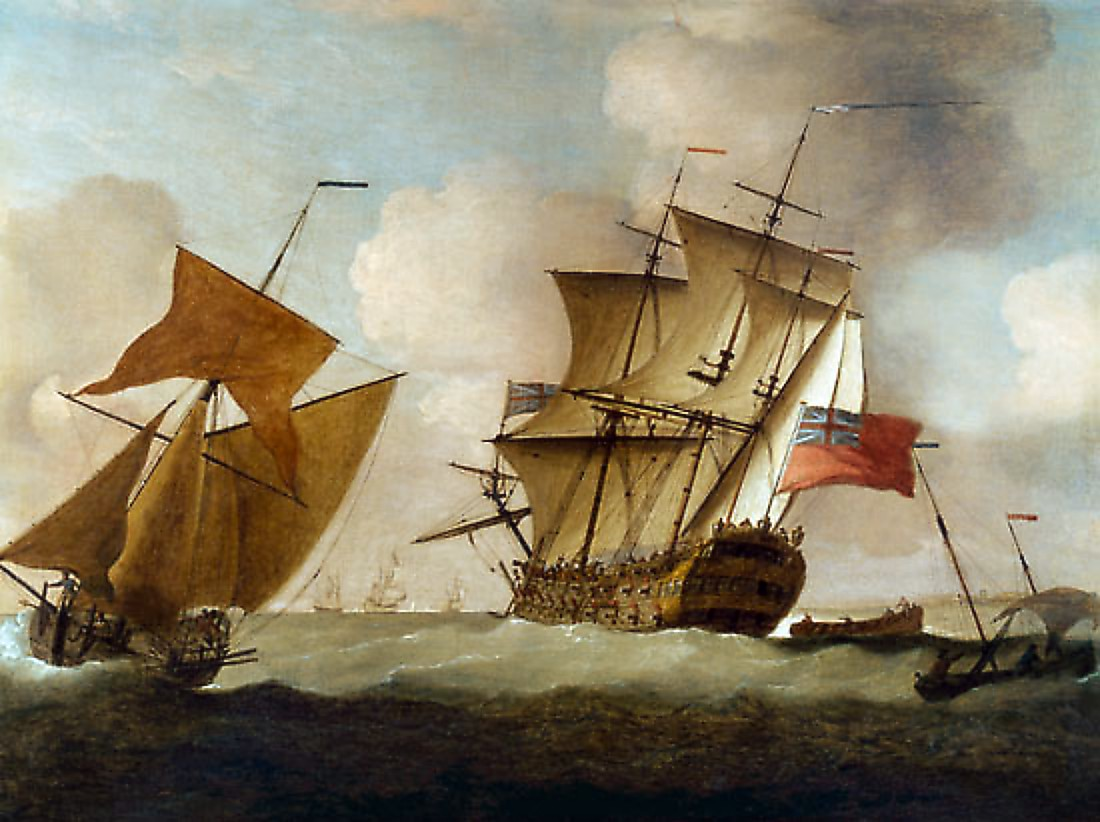
Peter Monamy: Um terceira-classe se juntando à sua esquadra ao largo do Castelo Elisabeth, Jersey.
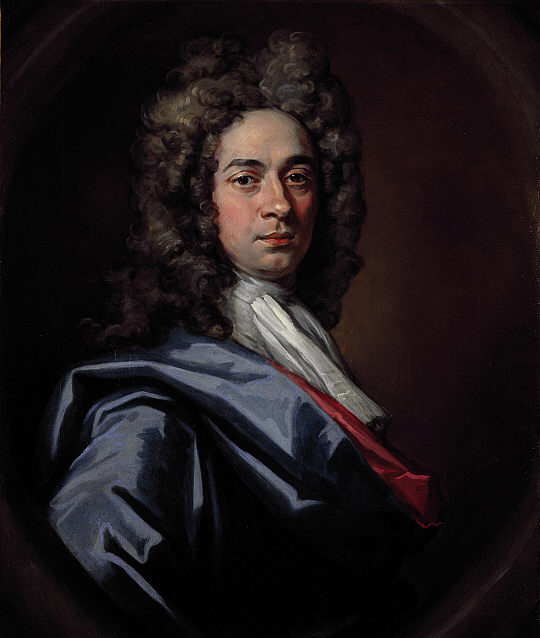
John de Medina: Auto-retrato, 1698. National Portrait Gallery of Edinburgh
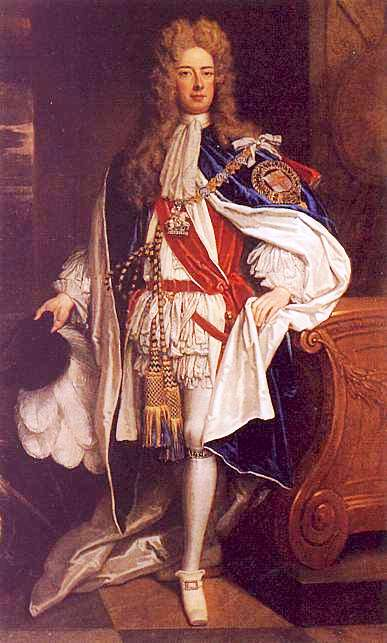
Godfrey Kneller: Retrato de John Churchill, primeiro duque de Malborough, 1705
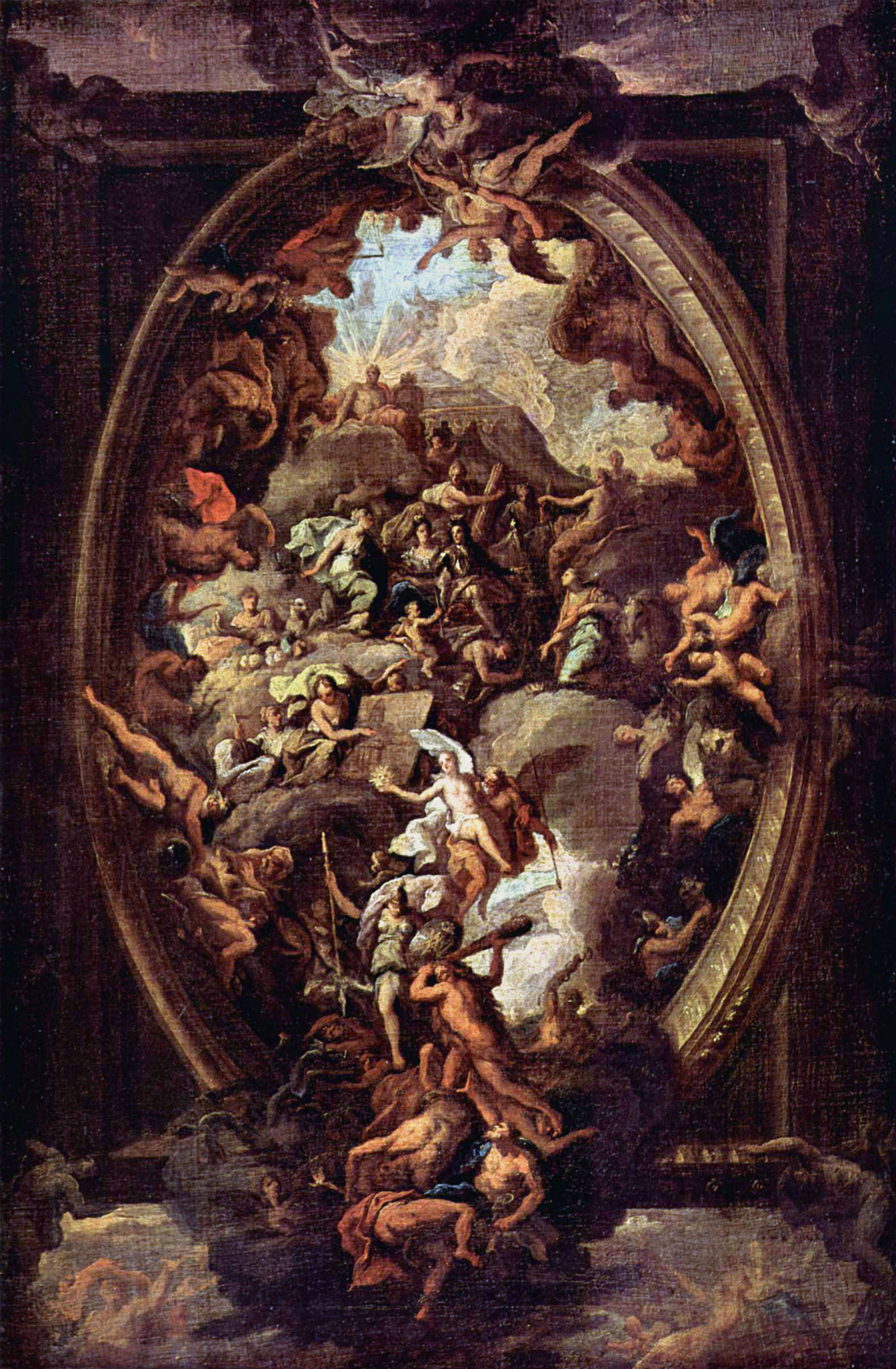
James Thornhill: Esboço para o teto do Greenwich Hospital, c. 1710. Victoria and Albert Museum

### Pintura Irlandesa
A partir do final do século XVII, a pintura irlandesa começou a se desenvolver, especialmente em retratos e paisagens.
O retratista inglês James Gandy foi trazido para a Irlanda depois que seu patrono James Butler, 1º Duque de Ormond, tornou-se Lorde Adjunto em 1661, e permaneceu lá até sua morte em 1689. 
Na década de 1680, o pintor holandês da Era de Ouro, Ludowyk Smits, conseguiu se estabelecer na Irlanda, pintando principalmente retratos. Os pintores irlandeses normalmente buscavam influência, treinamento e clientes ricos o suficiente para comprar obras de arte fora da Irlanda.

## O Rococó e o nascimento do Academismo inglês
Apesar de ser considerado uma derivação do Barroco, o estilo Rococó, que começou a florescer em fins do século XVII e perdurou até quase o final do século XVIII, pode bem ser distinguido como uma escola autônoma pela predileção por tonalidades claras e suaves, pelos contrastes menos intensos de luz e cor, pelo caráter decorativista delicado, sensível e requintado do desenho, pelo seu gosto por cenas campestres bucólicas e românticas, ocasionalmente com temática classicista. William Hogarth, um dos que lutaram para se desvencilhar de uma arte - o Barroco - que considerava pomposa e pesada, dizia, embora sem se referir ao novo estilo explicitamente, que a forma sinuosa, proeminente no Rococó, era a base da graça e da beleza na arte e na natureza.
Essa nova tendência foi encorajada na Inglaterra novamente por uma leva de artistas estrangeiros, entre decoradores e pintores, como Giovanni Antonio Pellegrini, um dos mais estimados artistas itinerantes de suas geração, que dirigiu por um tempo a academia de Godfrey Kneller e deixou importante série obras em diversas mansões inglesas, inaugurando ademais uma voga por pinturas murais decorativas. Outro que deixou uma marca na região foi Jacopo Amigoni, além de ter convidado para lá outro mestre notável, Canaletto, fazendo propaganda das amplas oportunidades abertas nas ilhas e do generoso patronato dos nobres. Na Inglaterra Canaletto deixou grande número de obras cuja temática, de cenas urbanas luminosas e vistas de palácios, era ainda pouco explorada. A influência francesa se fez sentir na voga de "pinturas de conversação", um gênero que teve muita procura na Inglaterra no início do século XVIII, representando grupos engajados em conversas, donde o nome, e da qual foram expoentes ingleses Arthur Devis, Joseph Highmore e Francis Hayman.

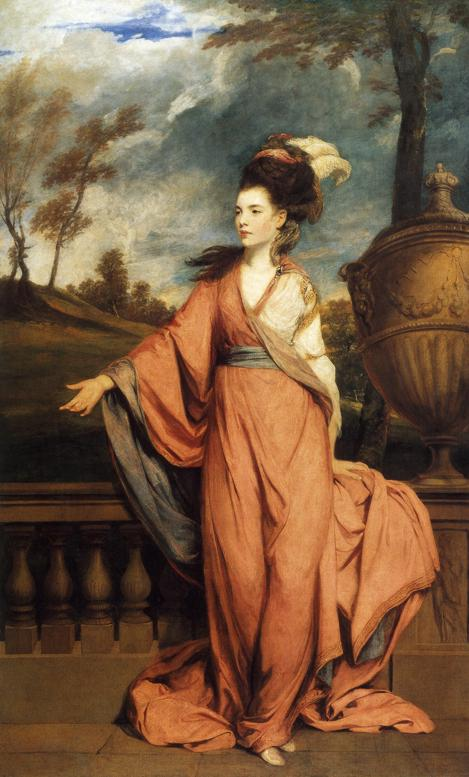
Joshua Reynolds: Retrato de Jane, condessa de Harrington, 1778. Henry E. Huntington Art Gallery

Mas o nome mais importante do rococó inglês antes de Reynolds e Gainsborough foi William Hogarth, que apesar de seu horror a tudo que fosse francês, derivou seu estilo pessoal pesadamente do rococó continental, mas conseguiu extrair dele uma atmosfera genuinamente britânica, podendo ser considerado o precursor da escola nacional de pintura. Suas pinturas de gênero, de caráter moralizante, muitas vezes tragicômicas, mostrando rude e realisticamente as classes superiores com todas suas fraquezas e vícios, abriram um caminho inteiramente novo para a arte britânica, abandonando as fórmulas já desgastadas estabelecidas por Van Dyck e seus seguidores. Como era de esperar, não foram bem recebidas pelas elites, embora isso não o afetasse muito e ele divulgasse sua obra entre o povo através de reproduções em gravuras. Foi o primeiro criador de uma obra de crítica social nas ilhas, e inovou também na técnica, com uma pincelada livre e vivaz, rica em texturas expressivas, embora a qualidade final de seus trabalhos seja às vezes questionada por se aproximarem talvez demais da caricatura. A influência de Hogarth pode ser encontrada na tradição satírica distintamente inglesa continuada por James Gillray (1756–1815) e George Cruikshank (1792–1878). 
Contemporâneos muito prestigiados de Hogarth foram o escocês Allan Ramsay, que realizou notável série de retratos na Escócia antes de se mudar para Londres, e Thomas Hudson, mas ambos foram eclipsados quando Joshua Reynolds voltou para a Inglaterra depois de seus estudos italianos. Reynolds foi um dos mestres do "grande estilo" de pintura, um dos fundadores da Royal Society of Arts, o primeiro presidente da Royal Academy, fundada em 1768, e um dos principais artistas da chamada Escola Inglesa. Também foi um teórico influente, culto e penetrante. Seus Discourses on Art são considerados o mais importante corpo de teoria da arte publicado na Europa depois dos tratados renascentistas de Leon Battista Alberti.

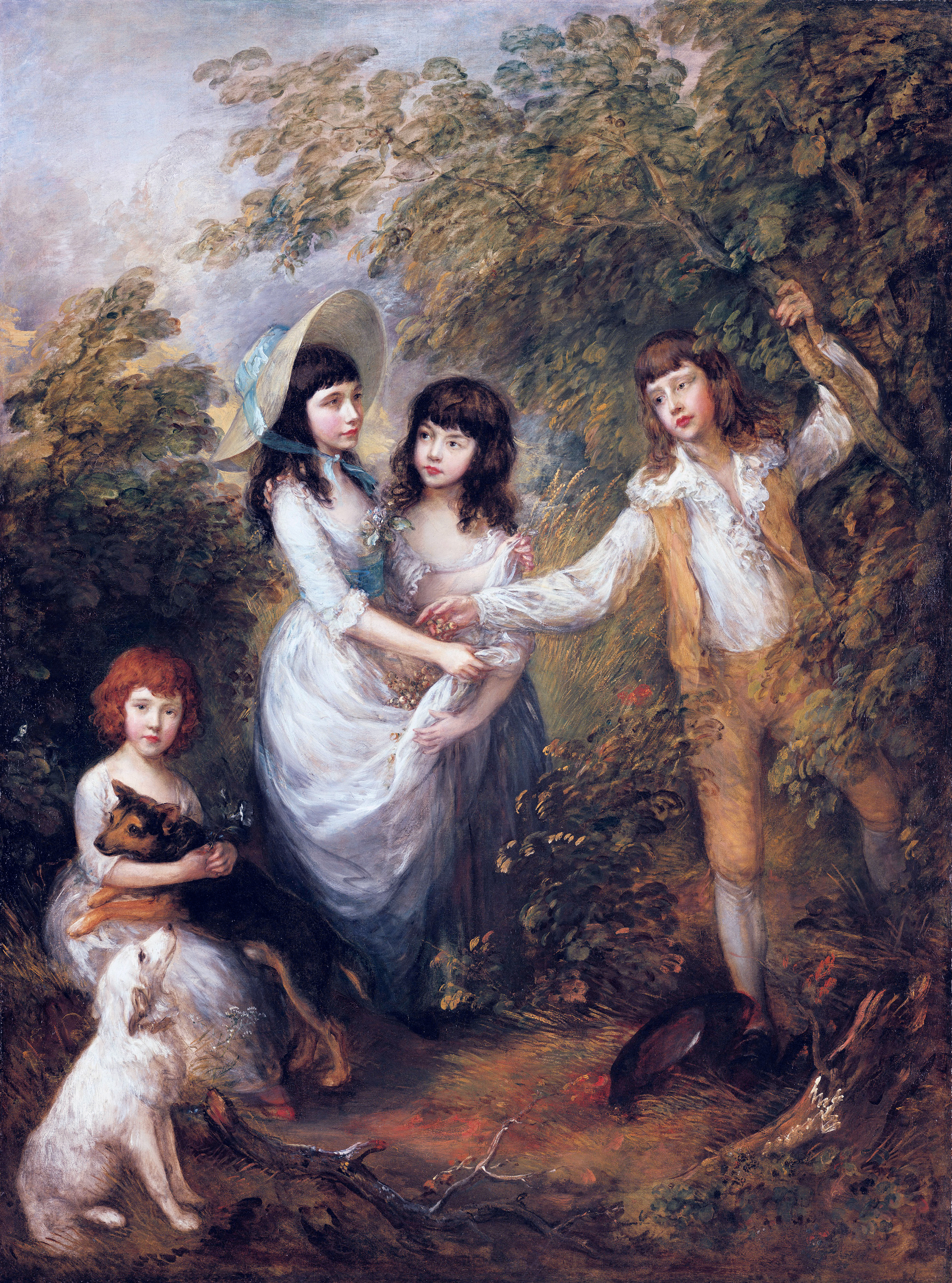
Thomas Gainsborough: As crianças Marsham, 1787. Staatliche Museen

O outro grande nome desse período, Thomas Gainsborough, tem um caráter oposto ao de Reynolds. Desprezou o "grande estilo" e a arte italianizada, rompeu cânones, preferindo uma pintura intimista, poética, espontânea, leve e evanescente, e dando maior valor à paisagem que ao retrato, embora tenha produzido obras notáveis nesse gênero e conseguido momentos de grande dignidade. Suas raízes estavam na arte flamenga de Rubens e Salomon van Ruysdael.
Outros pintores de mérito dessa época são George Romney, muito feliz no retrato e apesar de ser artista premiado e requisitado, permaneceu à margem da Academia; Ozias Humphrey, exímio miniaturista. e Francis Cotes, divulgador da técnica do pastel. Richard Wilson, um galês, é tido como o pai do paisagismo britânico. Influenciado por franceses e italianos, conseguiu adaptar seus estilo para captar sensivelmente a paisagem local, dando um prestígio a esse gênero que antes ele não conhecia. Evidenciando o crescimento do mercado artístico fora da capital, Joseph Wright, que retratou temas operários e científicos com um tratamento de luz original, além de ser extraordinário paisagista, e Henry Raeburn, este uma figura importante no movimento de renovação da cultura escocesa chamado Iluminismo Escocês. E Thomas Lawrence, um dos mais celebrados retratistas de sua geração, introduz um naturalismo e um novo equilíbrio que prefigura o Neoclassicismo.
Apesar dos esforços de artistas como Samuel Scott, Thomas Jones, George Barret e Alexander Nasmyth, além de Wilson e Gainsborough, na paisagem, este gênero não ganhou logo uma popularidade realmente grande, mas adquiriram importância a pintura de esportes, especialmente de jóqueis e caçadores, e a de animais, com George Stubbs tipificando a categoria.
Outro gênero rapidamente em ascensão foi o das aquarelas, praticado com habilidade por Paul Sandby, Francis Towne, Thomas Girtin, John Robert Cozens e muitos outros, incluindo o jovem William Turner, que começavam a adotar o hábito de trabalhar ao ar livre, para o que a aquarela provê um meio prático e rápido de captar impressões da paisagem e seu material é facilmente portátil. Formaram-se diversos clubes e sociedades de aquarelistas profissionais e amadores e seus trabalhos logo encontraram locais para exibição tão prestigiados como a Royal Academy, embora de início as condições não fossem favoráveis, misturando-se os trabalhos em meio aos grandes óleos, e com isso praticamente anulando seu impacto. Em vista disso, criou-se em 1804 a Old Water-Colour Society, para possibilitar uma exibição adequada e valorizar esta forma de pintura, que no século seguinte teria uma divulgação ainda mais entusiasta.
Cabe uma palavra, por fim, para tratarmos da Royal Academy. Fundada em 1768 para rivalizar com a Society of Artists, iniciou suas atividades no ano seguinte com quarenta membros e tendo Sir Joshua Reynolds como primeiro presidente. Como sucedeu com outras academias nacionais, a inglesa virtualmente monopolizou o sistema de arte britânico. Estruturou o ensino de arte, mantinha um programa de exposições periódicas muito concorridas (os Salões), abria canais para a discussão teórica e para o contato entre patronos e artistas, além de favorecer a educação dos melhores estudantes com a concessão de bolsas no exterior. Seu modelo institucional inspirou a criação mais tarde de escolas semelhantes na Escócia e Irlanda. Cultivou a temática histórica acima das outras por causa das suas possibilidades ético-educativas e seu papel era tão importante que ela foi a formadora do gosto e o árbitro em todas as disputas estéticas na arte britânica até fins do século XIX. Alguns acadêmicos notáveis admitidos no século XVIII: Joshua Reynolds, Thomas Gainsborough, Angelica Kauffmann, Mary Moser, George Barrett, Richard Wilson, Benjamin West, Johann Zoffany, Henry Fuseli, Thomas Lawrence, John Hoppner, Ozias Humphrey.

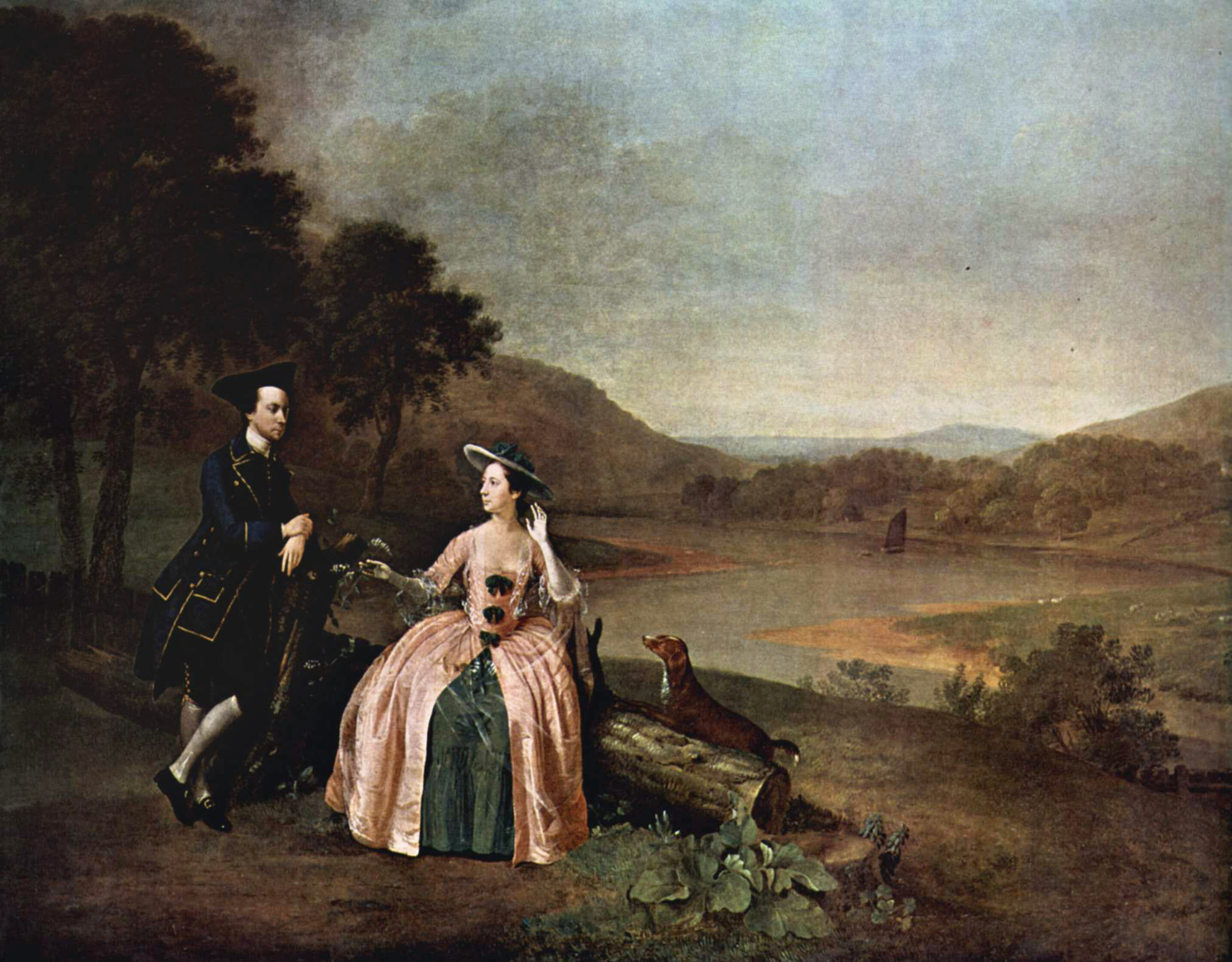
Arthur Devis: Retrato de Sir George e Lady Strickland no parque diante de Boynton Hall, 1751. Ferens Art Gallery. Típica "pintura de conversação"
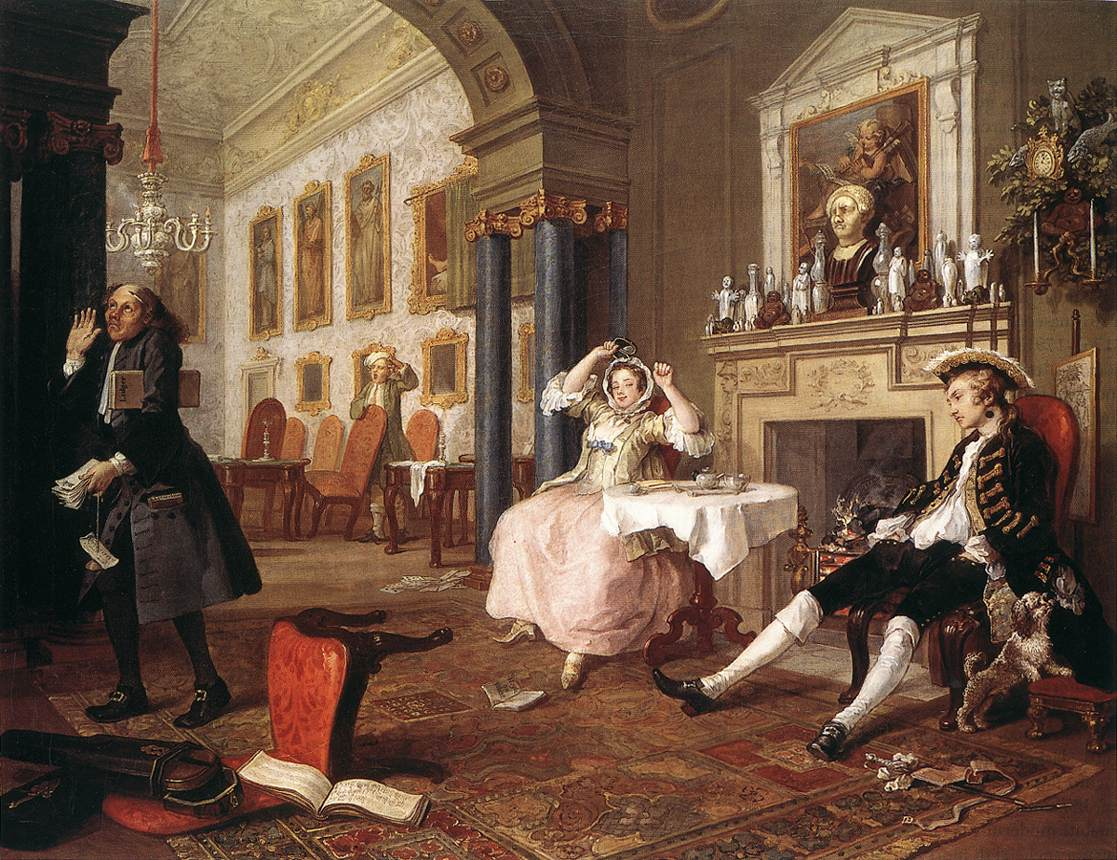
William Hogarth: Série Casamento à la moda: Logo depois do casamento, 1743.
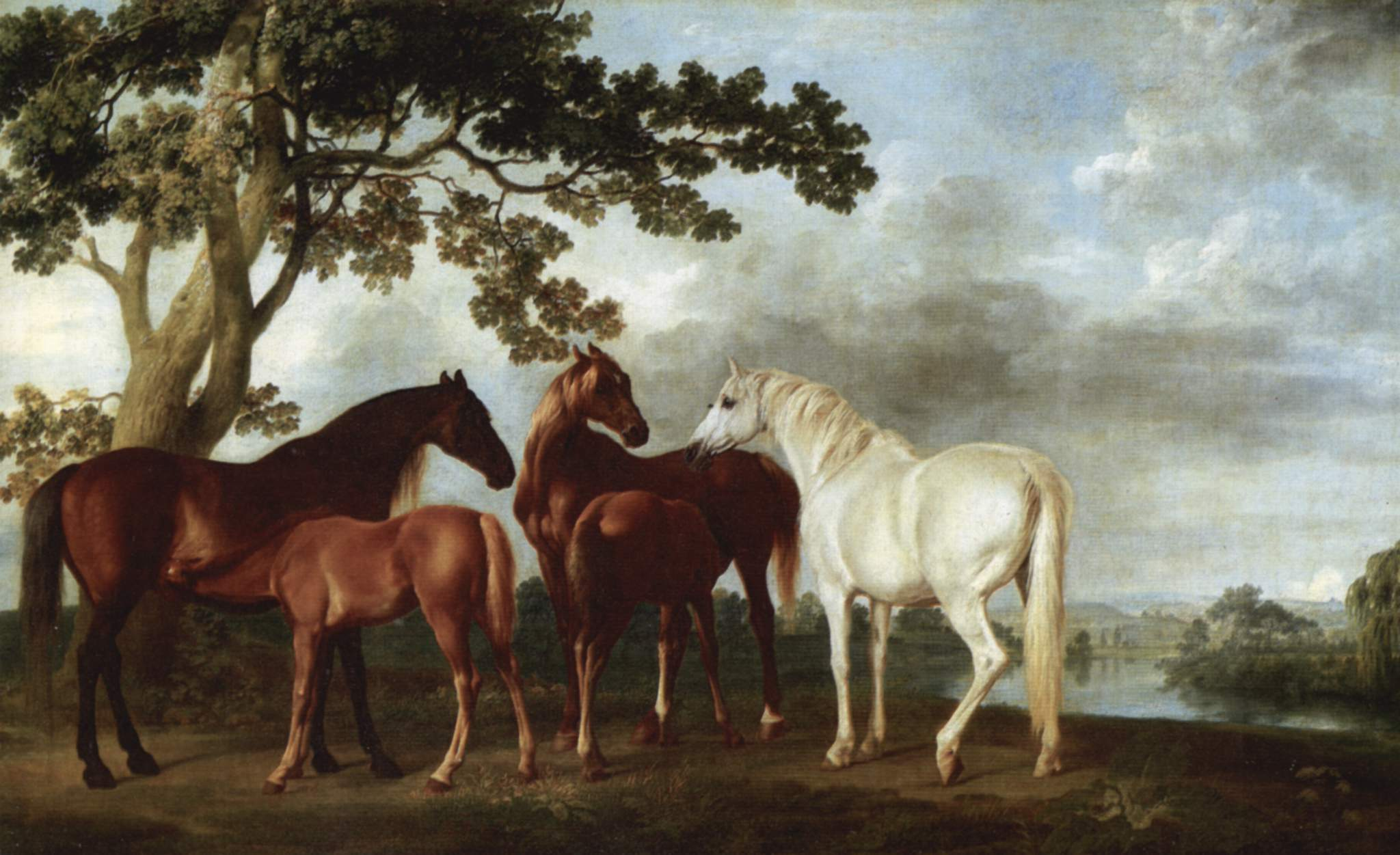
George Stubbs: Éguas e potros numa paisagem com rio, 1763-1768. Tate Gallery
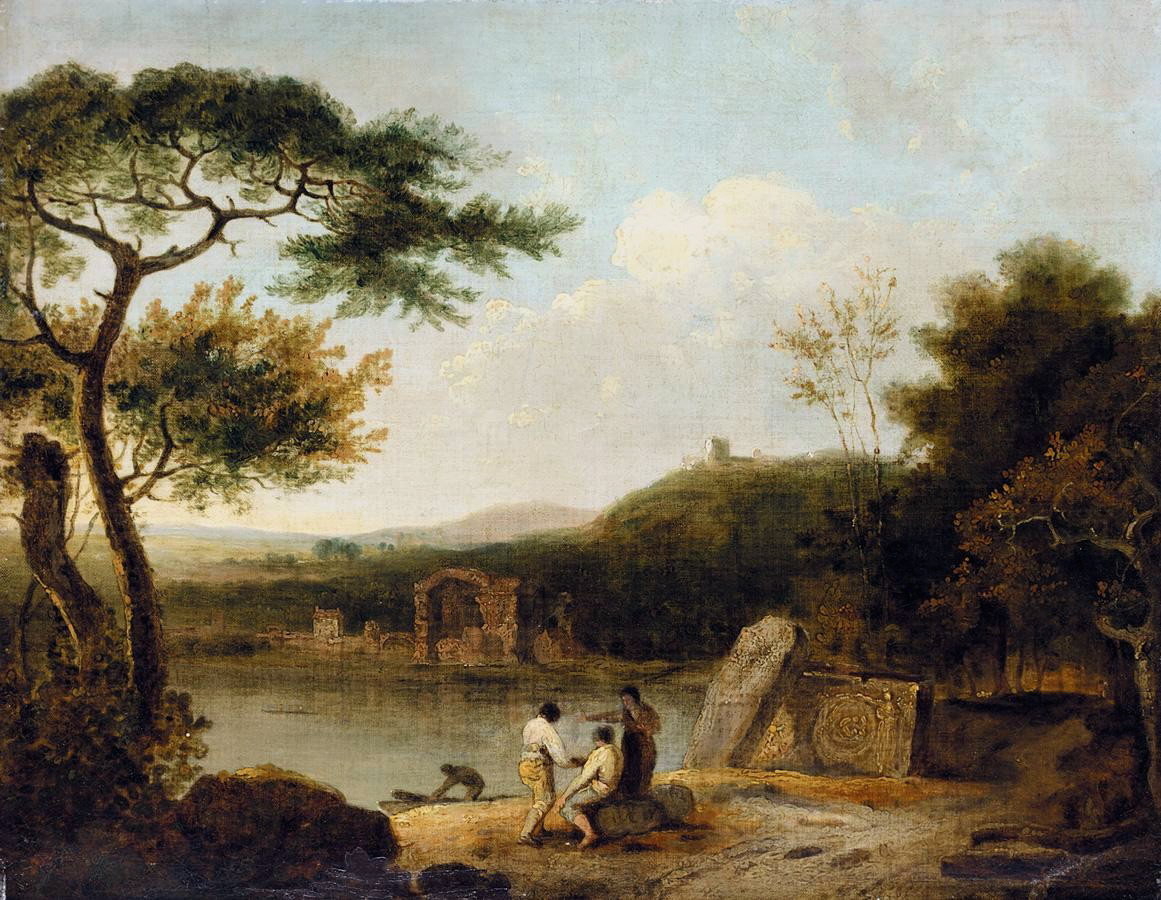
Richard Wilson: Lago Averno I, c. 1765.
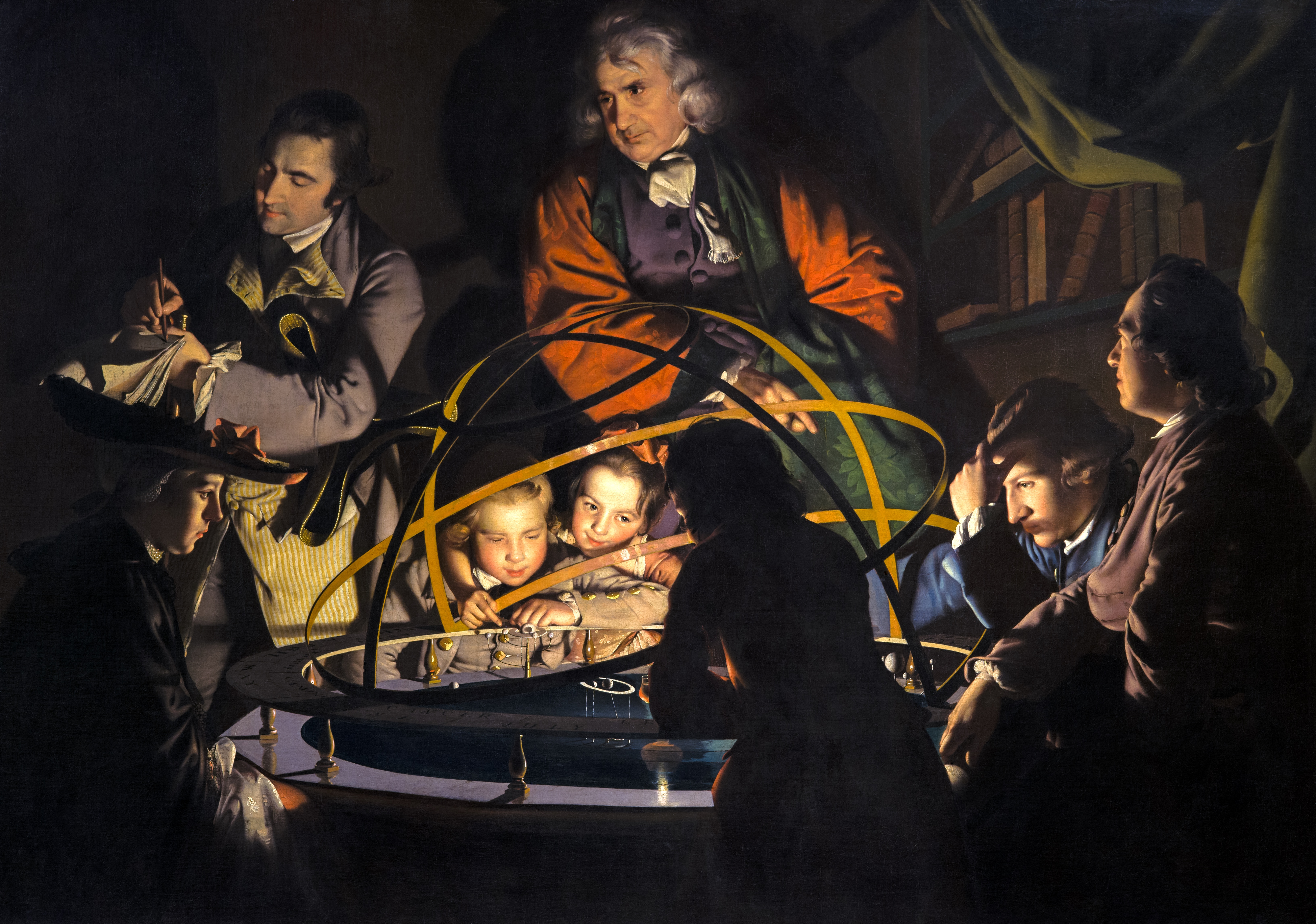
Joseph Wright: Um filósofo dando uma palestra sobre o sistema solar, com uma lâmpada em lugar do Sol, ou O Planetário, c. 1766.
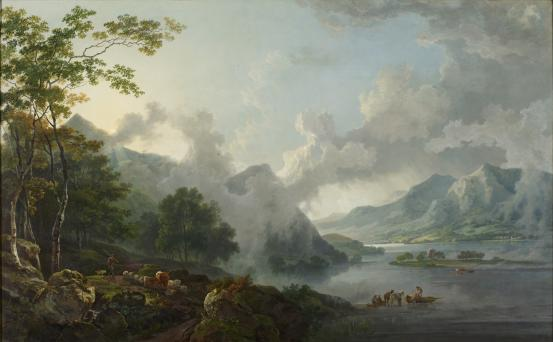
George Barrett, o Velho: Vista do lago Windermere, cedo pela manhã, 1781. National Gallery of Victoria
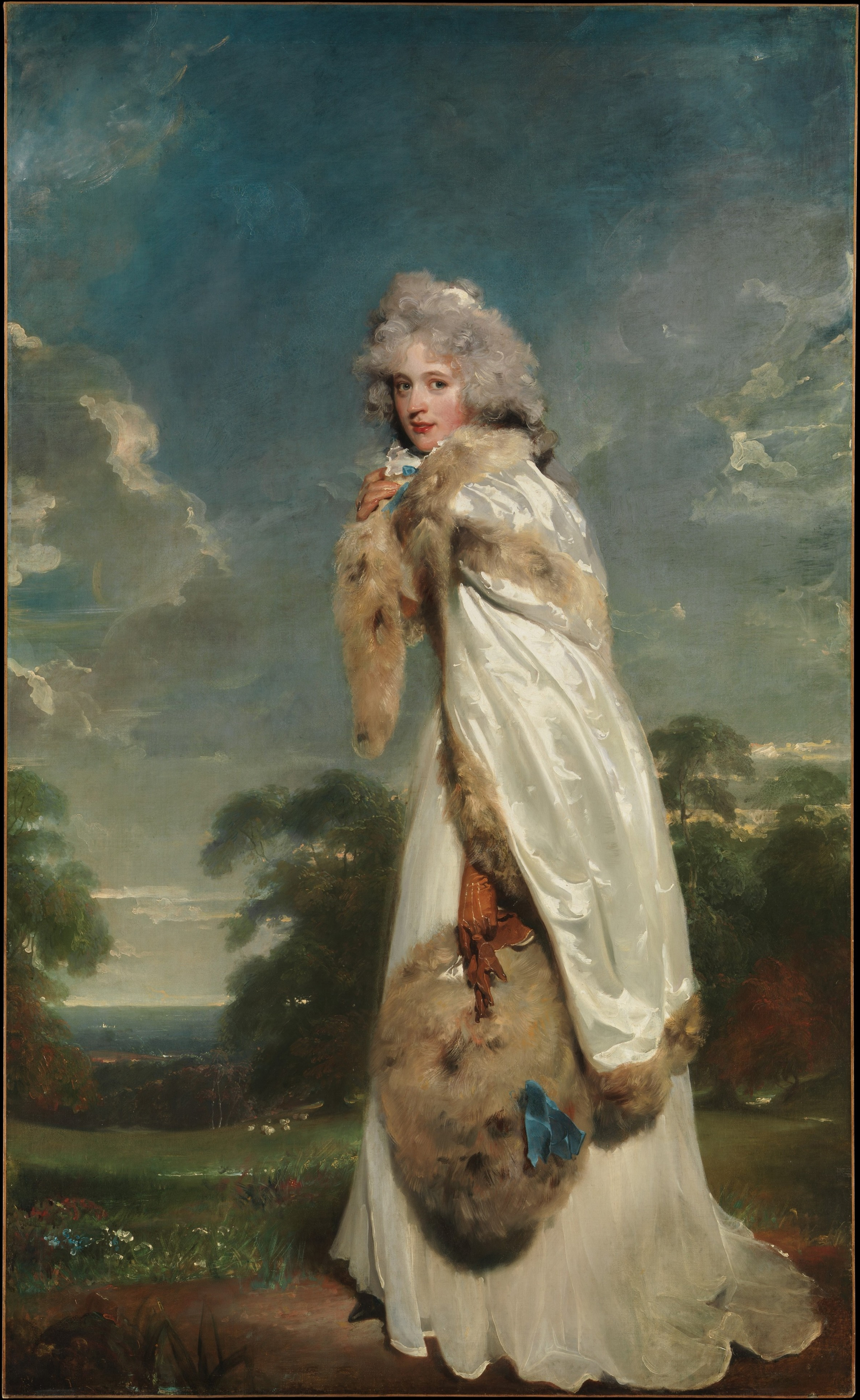
Thomas Lawrence: Retrato de Elizabeth Farren, c. 1790. Metropolitan Museum of Art
Thomas Rowlandson & Augustus Pugin: Um dos Salões da Royal Academy em 1800

## Neoclassicismo
Para o fim do século XVIII inicia um movimento de reação contra o que se já via como frivolidade e sensualidade do Rococó, desejando introduzir um novo estilo mais lógico, solene e de caráter moralizante. O movimento foi alimentado pela onda de interesse pela cultura clássica a partir do desenvolvimento da arqueologia, que, através de uma série de escavações principalmente em Herculano e Pompeia, mais estudos teóricos de arqueólogos como James Stuart and Nicholas Revett, vinha trazendo à luz muitos dados novos em termos de história, cultura e arte da antiguidade. As relíquias recém-encontradas, bem como as ruínas antigas que ainda estavam visíveis, passaram a ser objeto de estudo não só de eruditos e pesquisadores, mas também dos artistas, poetas e literatos, e um grande número de gravuras produzidas então, reproduzindo construções, ornamentos e estatuária antigas, contribuiu para espalhar esse conhecimento por todos os lados, atingindo também um significativo público leigo.
A pintura neoclássica se caracterizou em geral pelo predomínio da linha sobre a cor, num estilo austero em composições de grande clareza formal, usando muitas vezes cenários inspirados nas ruínas da antiguidade e tomando a estatuária clássica como modelo para a construção das figuras, mesmo quando trajadas à moderna. Os temas preferidos eram retirados da mitologia greco-romana ou da história antiga, mas podiam ser tomados da religião, de outras mitologias europeias ou da história recente, mantendo-se contudo o mesmo tratamento elevado e digno. O principal é que tais temas tinham via de regra um fundo moral e buscavam a exaltação de alguma virtude, ou seja, eram obras eminentemente didáticas.
Um dos mais vigorosos líderes do movimento foi o teórico alemão Johann Joachim Winckelmann, que reuniu em Roma um grupo de outros aficcionados e publicou trabalhos de grande impacto no sentido da recuperação da cultura antiga, incentivando também a divulgação de seus valores éticos através arte. Em seu círculo se destacava o pintor escocês Gavin Hamilton, que também era antiquário e arqueólogo. Embora trabalhasse a maior parte de sua vida na Itália, enviou muitos de seus achados arqueológicos e pinturas para a Inglaterra, sendo junto com Angelica Kauffmann, suíça de nascimento, dois dos mais assíduos exibidores de telas históricas inspiradas em temas clássicos nos Salões de Londres na década de 1760.
Sinais de uma classicização já eram evidentes no "grande estilo" de Reynolds e outros rococós, mas uma onda neoclássica consistente na pintura iniciou com o norteamericano radicado em Londres Benjamin West, que além de ser a referência central para todos os seus conterrâneos que iam estudar nas ilhas, lá conquistou grande prestígio, sucedendo a Reynolds na direção da Royal Academy e ganhando o favor real. Seus primeiros sucessos foram as telas históricas O desembarque de Agripina em Brundísio com as cinzas de Germânico (1768) e A partida de Régulo de Roma (1769), ambas mostrando exemplos inspiradores de comportamento virtuoso retirados da história clássica, e pintados em um estilo severo e sóbrio. Elas estabeleceram seu autor como um dos líderes do Neoclassicismo britânico. Trabalhou também sobre temas da história norteamericana e foram seus discípulos entre outros Gilbert Stuart e John Trumbull, estendendo forte influência até aos Estados Unidos.
John Flaxman, pintor bissexto e notável escultor, é citado às vezes como o precursor do Neoclassicismo britânico, mas sua influência maior aparentemente só se exerceu a partir de 1793, época em que o estilo já era cultivado ali há algum tempo. Mesmo assim, foi talvez dos mais puros representantes dessa escola, e naquele ano publicou ilustrações para a Ilíada e a Odisseia que tiveram imediata aceitação e renovaram a antiga maneira de construir a perspectiva, a iluminação e o modelado com um estilo linear tipicamente clássico. Outros artistas dignos de referência são John Hamilton Mortimer, Mary Moser, James Barry e Johann Zoffany.
Finalmente, deve ser observado que os limites cronológicos que distinguem as diferentes escolas estéticas são via de regra bastante imprecisos e as transformações, graduais, e o Neoclassicismo não é exceção. Ele coexistiu tanto com o fim do Rococó quanto com a geração dos pintores românticos e naturalistas que prosseguiu século XIX adentro, numa complexa teia de correntes cruzadas que torna a categorização excludente de muitas peças um trabalho assaz difícil, como se evidencia na análise de obras de artistas como por exemplo Thomas Lawrence, Henry Fuseli, Henry William Beechey e John Constable.

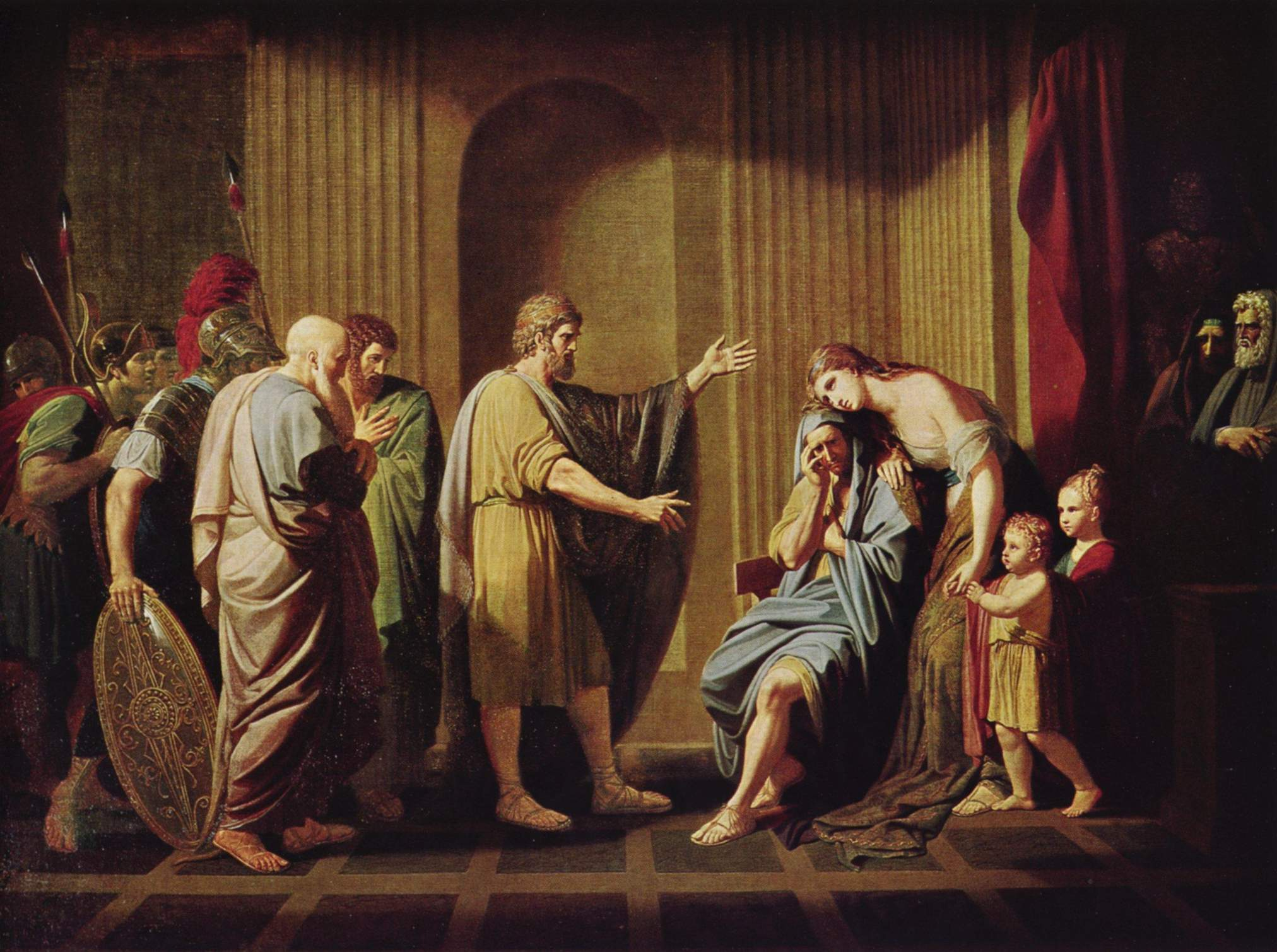
Benjamin West: Kleombrotos mandado ao exílio por Leônidas II, 1768. Tate Gallery
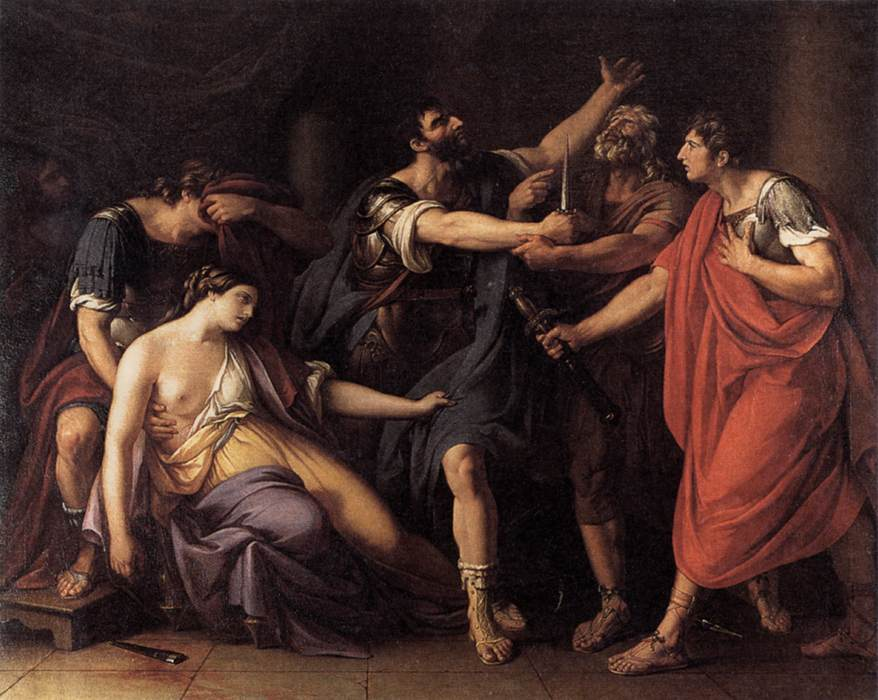
Gavin Hamilton: O juramento de Brutus, 1763-64. Yale Center for British Art
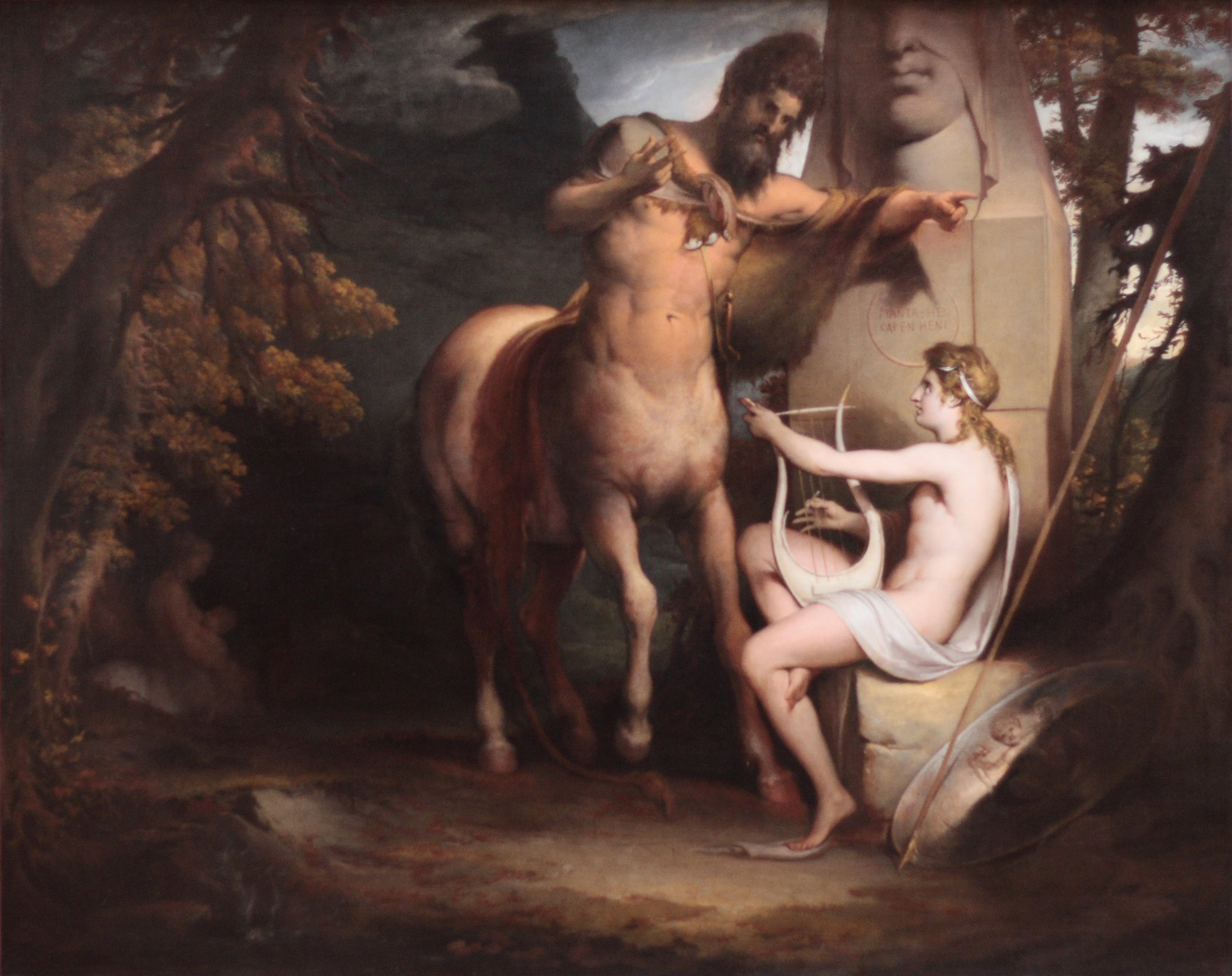
James Barry: A educação de Aquiles, c. 1772. Yale Center for British Art
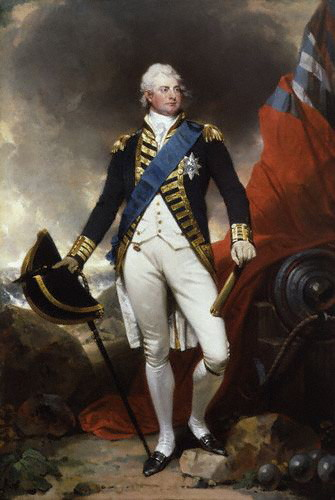
Martin Archer Shee: Retrato de Guilherme IV, c.1800. National Portrait Gallery

## Século XIX
O século XIX testemunhou importantes mudanças na sociedade britânica. A Revolução Industrial e o colonialismo britânico se consolidavam e em 1837 iniciou a Era Vitoriana, levando o país a uma condição de liderança mundial. Ao mesmo tempo se verificava uma popularização da cultura entre a classe média, que crescia e se educava e começava a ser um importante mercado consumidor de pintura e outras formas de arte. Com isso, começava também a inspirar novos temas na arte, proliferando a pintura de gênero, com cenas típicas do cotidiano burguês.
Este período também foi o palco para o aparecimento de numerosas tendências estéticas que ao longo de boa parte deste período floresceram lado a lado e se influenciaram mutuamente, das quais as mais importantes no Reino Unido foram o Neoclassicismo, abordado antes e que se dirigia para o encerramento de seu ciclo, o Romantismo, que já despontara em anos anteriores mas teria maior força adiante, o Realismo, os pré-rafaelitas e os ecléticos. Apesar de o Modernismo ter suas raízes e primeiro florescimento neste mesmo intervalo, será discutido posteriormente.

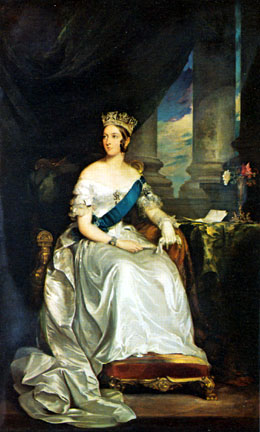
Francis Grant: Retrato da Rainha Vitória, 1843

A cultura se consolidava não apenas na Inglaterra, que centralizara a cultura britânica até então, mas também a Escócia adquiria considerável independência cultural, pois desde o Renascimento existia lá uma movimentação artística significativa. Escoceses como David Wilkie, Francis Grant, William Dyce, John Faed, William Quiller Orchardson, Horatio McCulloch, Joseph Noel Paton, Robert Scott Lauder e vários outros deram importante contribuição à pintura britânica nos oitocentos. Em 1826 foi inaugurada a versão local da Royal Academy, na forma da Royal Scottish Academy, a fim de promover as artes escocesas. Rapidamente ganhou prestígio, obteve a aprovação real em 1838 e em 1850 se criava a ela associada a National Gallery of Scotland. Entrementes, em 1843 fundou-se a importante Escola de Arte de Glasgow, e logo em seguida se formou o grupo conhecido como a Escola de Glasgow, que daria impulso apreciável para o estabelecimento do Modernismo britânico.
Também na Irlanda, ainda não dividida, acontecem progressos sensíveis. A Dublin Society for improving Husbandry, Manufactures and other Useful Arts fora fundada em 1731 em Dublim, mas a partir de 1820, quando o rei Jorge IV se tornou seu patrono, ela foi transformada na Royal Dublin Society e representou importante estímulo para a formação de novos artistas e educação do público. Em 1823 foi fundada a Royal Hibernian Academy nos moldes da Royal Academy de Londres, tornando-se sob a direção de William Ashford uma das instituições mais influentes em seu gênero na Irlanda. Em Belfast apareceu em 1836 a Belfast Association of Artists para dissolver-se apenas dois anos depois. Mas foi um passo importante para a dinamização da arte no norte da ilha, que daria o primeiro fruto notável em 1870, quando se fundou a Government School of Art, que logo passaria a competir com seu similar londrino. Em seguida é criada a Belfast Art Society (1890), antecessora da Royal Ulster Academy of Arts. Entre os artistas irlandeses destacados nessa fase de consolidação se contam James Brenan, Martin Archer Shee, William Mulready, Daniel MacLise, John Faulkner, Henry Jones Thaddeus, George Atkinson, James O'Connor, Andrew Nicholl, Daniel MacDonald, Frank O'Meara, Walter Osborne, Richard Moynan, Nathaniel Hone, o Jovem, Richard Beechey e William Orpen.

### Romantismo
Um dos traços mais típicos dos românticos foi uma acentuada sensibilidade para as belezas do mundo natural, identificando seus sentimentos pessoais com os aspectos cambiantes da natureza e acreditando que o divino era imanente no mundo manifesto. Isso deu origem a uma concepção teísta que tinha o artista como um intérprete dos mistérios ocultos, mas no Reino Unido em particular as implicações morais da apreciação da beleza natural ou artística tendiam a ser sobrepujadas por considerações estéticas. O interesse pela face mutante do mundo natural era expresso por um estudo cuidadoso dos efeitos de luz, de cor e de "atmosfera", com seus efeitos sobre a paisagem. A aquarela foi muito popular neste período, pelas suas capacidades de captar com sutileza os efeitos de luz e da atmosfera. Esse interesse levou a uma revolução na técnica da pintura, com o uso de pincelas mais livres e expressivas, contornos mais difusos e uma ênfase na cor, novidades que conduziram muitos a abandonar os rigorosos preceitos acadêmicos e suas técnicas exatas e temáticas histórica e mitológica, introduzindo rupturas nos cânones oficiais da arte numa mistura eclética de influências onde não estavam ausente o gosto pelo excêntrico, o patético e o bizarro e um forte acento dramático. Mesmo autores tradicionalmente associados ao Neoclassicismo e mesmo alguns da antiga escola Rococó passaram por fases onde traços românticos são evidentes.

John Constable: Wivenhoe Park, Essex, 1816. National Gallery of Washington

William Turner: Incêndio no Parlamento, 1835. Cleveland Museum of Art

A atração pela natureza e sua associação com o sublime e o grandioso levou os pintores a uma busca por efeitos impactantes, que comovessem o público em profundidade, que o chocassem ou lhe inspirassem terror, diante do espetáculo da natureza selvagem. Estando o sentimento pessoal no topo da hierarquia de valores, é natural que o cânone oficial e coletivo da Academia começasse a ser questionado e o indivíduo se colocasse contra a sociedade, abrindo espaço para o surgimento de uma nova concepção de gênio artístico, com seu inconformismo e sinceridade crua, e uma expressividade muitas vezes incontida, exagerada e melodramática que podia cultivar persistentemente o trágico e beirar a histeria. Nesse sentido, dentre os mais radicalmente românticos estavam William Blake e Henry Fuseli, com suas narrativas visionárias, místicas e fantásticas. Por outro lado, uma paixão pela Idade Média trouxe à pintura sujeitos como os mitos nórdicos e celtas e a cultura gótica, até há pouco tempo considerados elementos obsoletos, primitivos ou bárbaros, e contribuiu para uma valorização do folclore e de aspectos nacionalistas da cultura britânica.
De todos, talvez os mais célebres pintores românticos britânicos sejam John Constable e William Turner. Ambos apreciavam os princípios classicistas de Claude Lorrain e Poussin, mas acreditavam que a principal fonte de inspiração para o artista era o sentimento pessoal, misticamente identificado com o mundo natural. Realizaram obras em que a técnica se adaptava ao que ia ser representado, passando de um detalhamento naturalista da paisagem em Constable a largas pinceladas que diluem o objeto em quase-abstrações, no caso de Turner. Outros artistas românticos interessantes, trabalhando com temas de animais, medievalistas, ou dando vazão ao gosto romântico pela paisagem de países exóticos e semi-desconhecidos, são George Stubbs, Thomas Girtin, Edwin Henry Landseer, Thomas Bewick, James Ward, Philip James de Loutherbourg,William Hodges, Richard Parkes Bonington, Samuel Prout, John Frederick Lewis e Edward Lear.
No campo do retrato se observa uma atenção ao humor e ao mundo interior do retratado, aparecendo as primeiras obras de caracterização psicológica, o que influencia também a pintura histórica, como mostra o interesse na representação das motivações interiores dos protagonistas da ação aparente. Também se tornam temas comuns o retrato do cotidiano burguês e proletário, e a pintura de gênero, às vezes num tom sentimentalista, mas que denota um interesse genuíno pelas condições de vida das classes inferiores e prepara o caminho para a pintura do Realismo. São bons exemplos desta seara Richard Parkes Bonington, William Dyce, John Martin, Francis Danby, William Mulready, William Powell Frith e Augustus Egg.

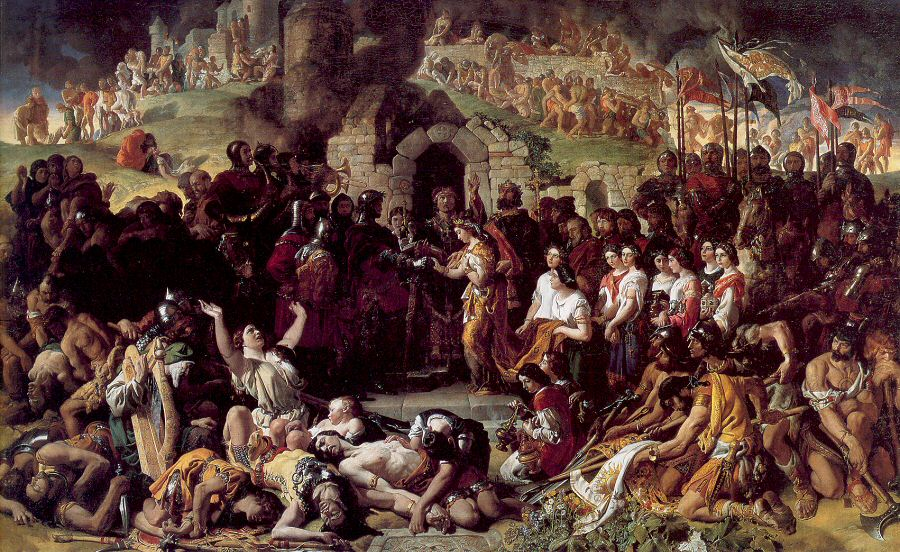
Daniel MacLise: As bodas de Aoife e Strongbow
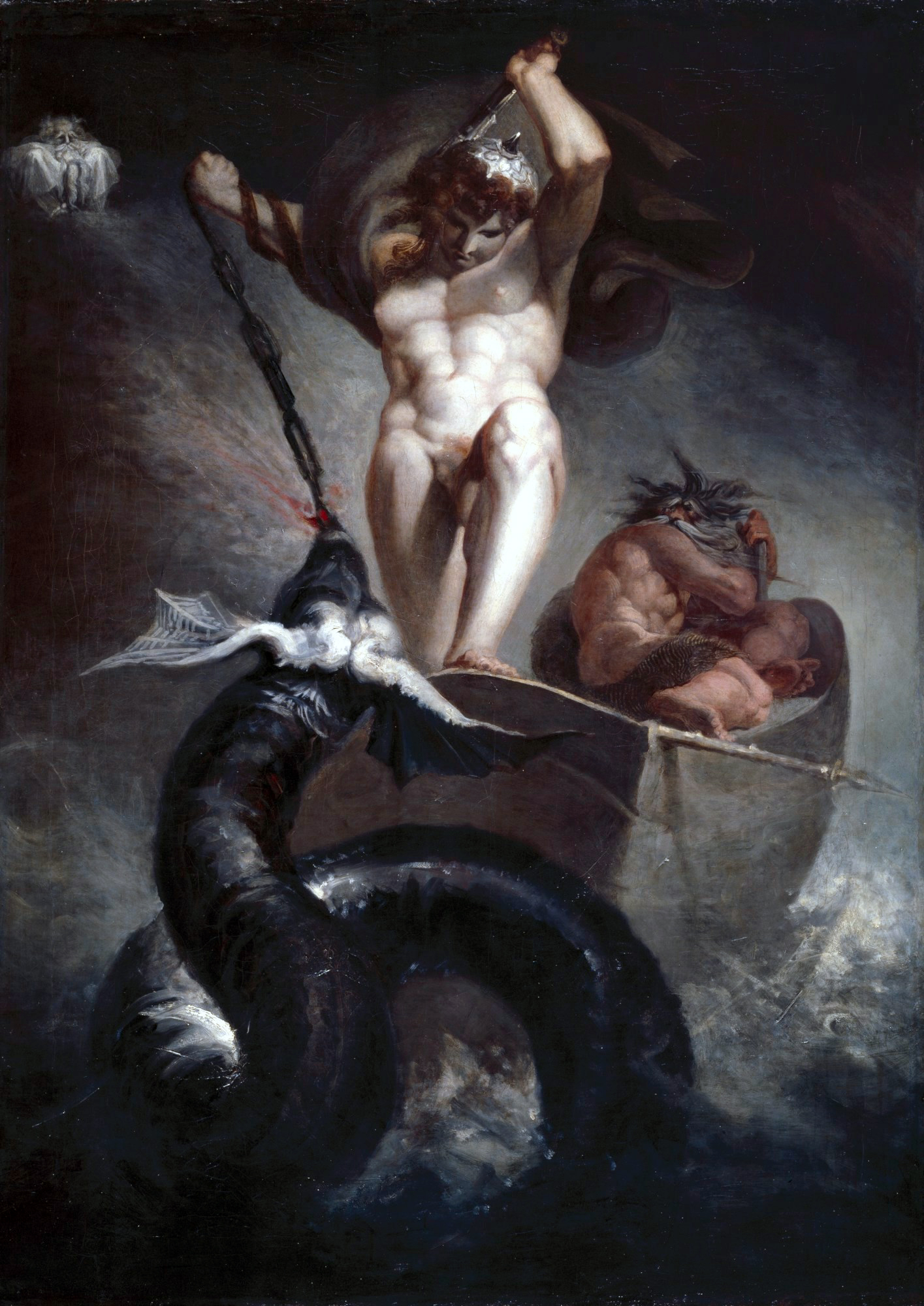
Henry Fuseli: Thor e Jormundgandr
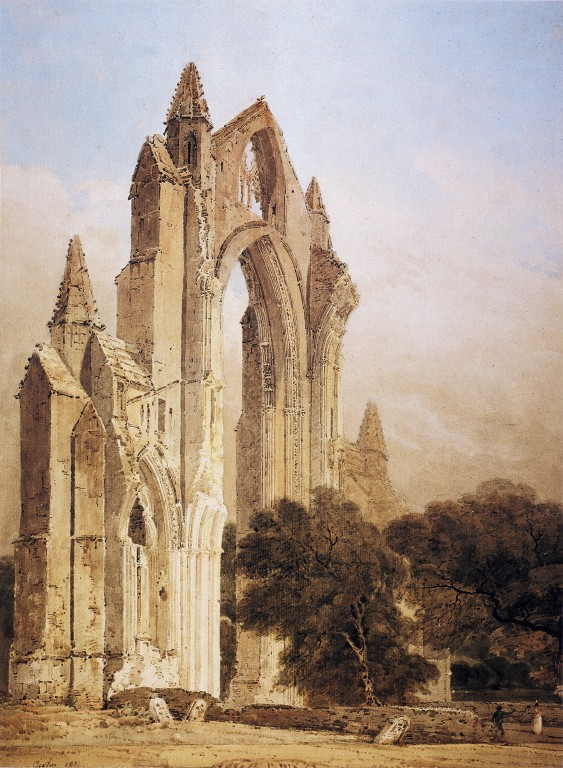
Thomas Girtin: Priorado de Guisborough, Yorkshire, 1801. Tate Gallery
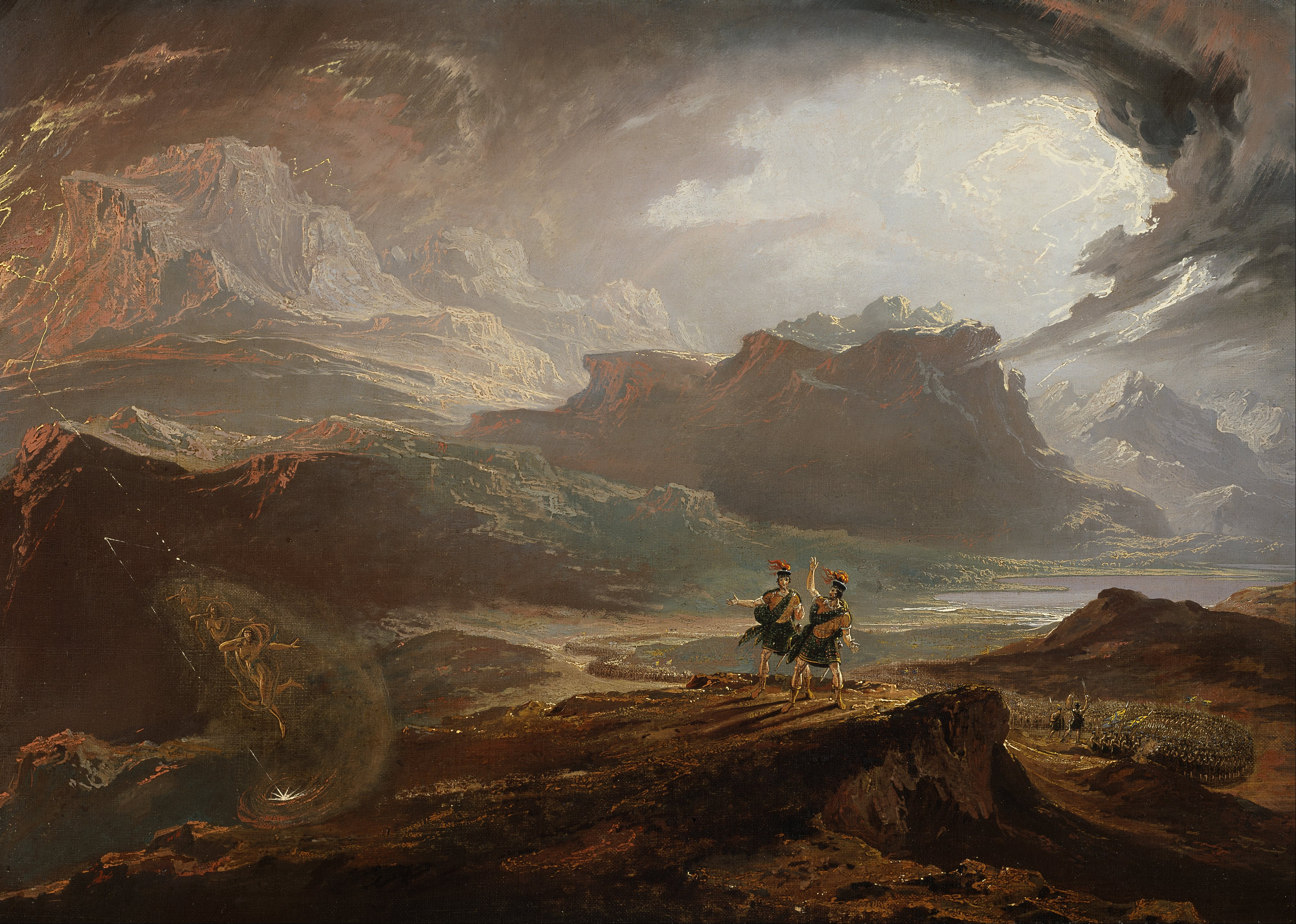
John Martin: MacBeth
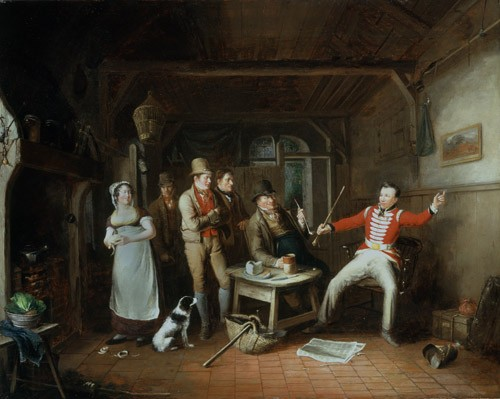
John Cawse: Um soldado relatando suas façanhas, 1821. National Army Museum
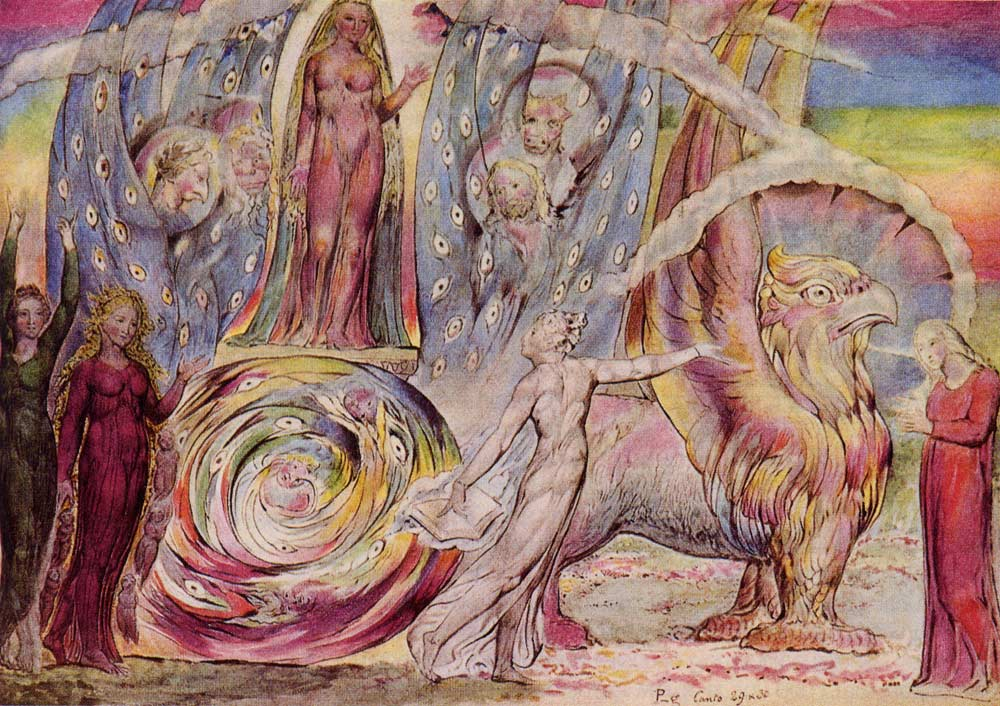
William Blake: Ilustração para a Divina Comédia: Beatriz fala a Dante. c. 1826
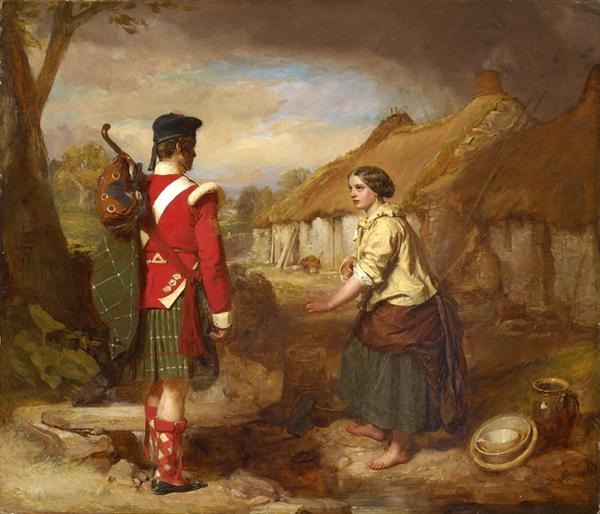
John Faed: O retorno do soldado, 1856
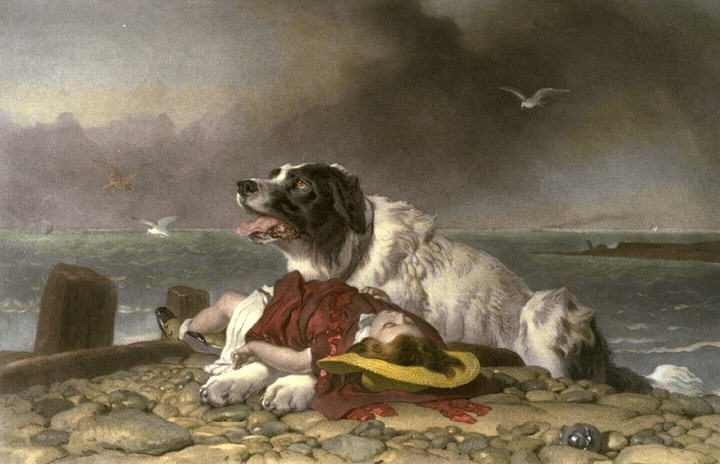
Edwin Landseer: Salvo, 1856

### Pré-rafaelitas, Realistas e Ecléticos
Uma derivação do Romantismo com sobretons simbolistas e considerável influência foi o movimento Pré-rafaelita, que se espelhava nos Nazarenos e tirava sua inspiração em temas medievais, clássicos e literários, mas dando-lhes um viés moralizante, buscando uma expressão veraz, realista, e realizando suas peças com grande virtuosismo técnico e sofisticação, o que exigia uma intensa e cuidadosa observação da natureza.
Desejavam devolver à arte a pureza, a espiritualidade e a honestidade que consideravam existir no Gótico final e no Renascimento anterior a Rafael Sanzio, e deram grande impulso à retomada da pintura de temática religiosa no Reino Unido depois de séculos de obscurecimento. Os Pré-rafaelitas se organizaram em uma confraria similar às medievais, e seus membros pintores eram James Collinson, William Holman Hunt, John Everett Millais e Dante Gabriel Rossetti, mas participaram como associados diversos artistas de grande mérito, como Ford Madox Brown, Edward Burne-Jones, Frederic Leighton, Charles Allston Collins, Sophie Gengembre Anderson, Arthur Hughes, Joseph Noel Paton e muitos outros. Dos Pré-rafaelitas emergiu o movimento Arts & Crafts, que foi um dos precursores locais da modernidade.
Uma reação contra os excessos sentimentais dos românticos veio em torno de 1870 sob a forma do Realismo, uma tendência que, no senso lato, aparece periodicamente nas artes trazendo a atenção dos artistas para a vida como ela é e seus aspectos exteriores verificáveis pelos sentidos e não dependentes de interpretações filosóficas abstratas ou esotéricas. Entretanto não foi uma escola que se enraizou profundamente no Reino Unido, jamais deslocou de todo o gosto romântico, mas uma abordagem realista pode ser vista em alguns representantes da Escola de Newly (Henry Herbert La Thangue, Walter Langley), ocasionalmente em peças do movimento Pré-rafaelita (Millais, Hunt, Gifford, Gotch, Leighton, Rheam) e com maior nitidez em artistas independentes como John Bacon, Percy Robert Craft, Luke Fildes, Hubert von Herkomer, Frank Holl e Frederick Walker, o líder local dessa corrente. Numa categoria à parte merece nota Archibald Thorburn, finíssimo aquarelista, focado na pintura de animais com fins de ilustração.
Por outro lado, sobrevivia uma corrente eclética - praticada em grande parte num contexto acadêmico - que absorvera elementos do Neoclassicismo, do Romantismo, do Realismo, do Simbolismo e da Art-Nouveau, e incluía os apreciadores do medievalismo e de uma arte orientalista que tentava interpretar elementos culturais exóticos e seu impacto dentro da cultura britânica a partir do estreitamento das relações entre metrópole e colônias. Teria seguidores até pelo menos os anos 1920, como Edward Poynter, Edmund Leighton, Dorothy Tennant e Briton Rivière, mas seu campeão foi talvez Lawrence Alma-Tadema, um dos mais célebres pintores de sua geração, cuja obra caiu em descrédito logo após sua morte em 1912, para só recentemente ser revalorizada.

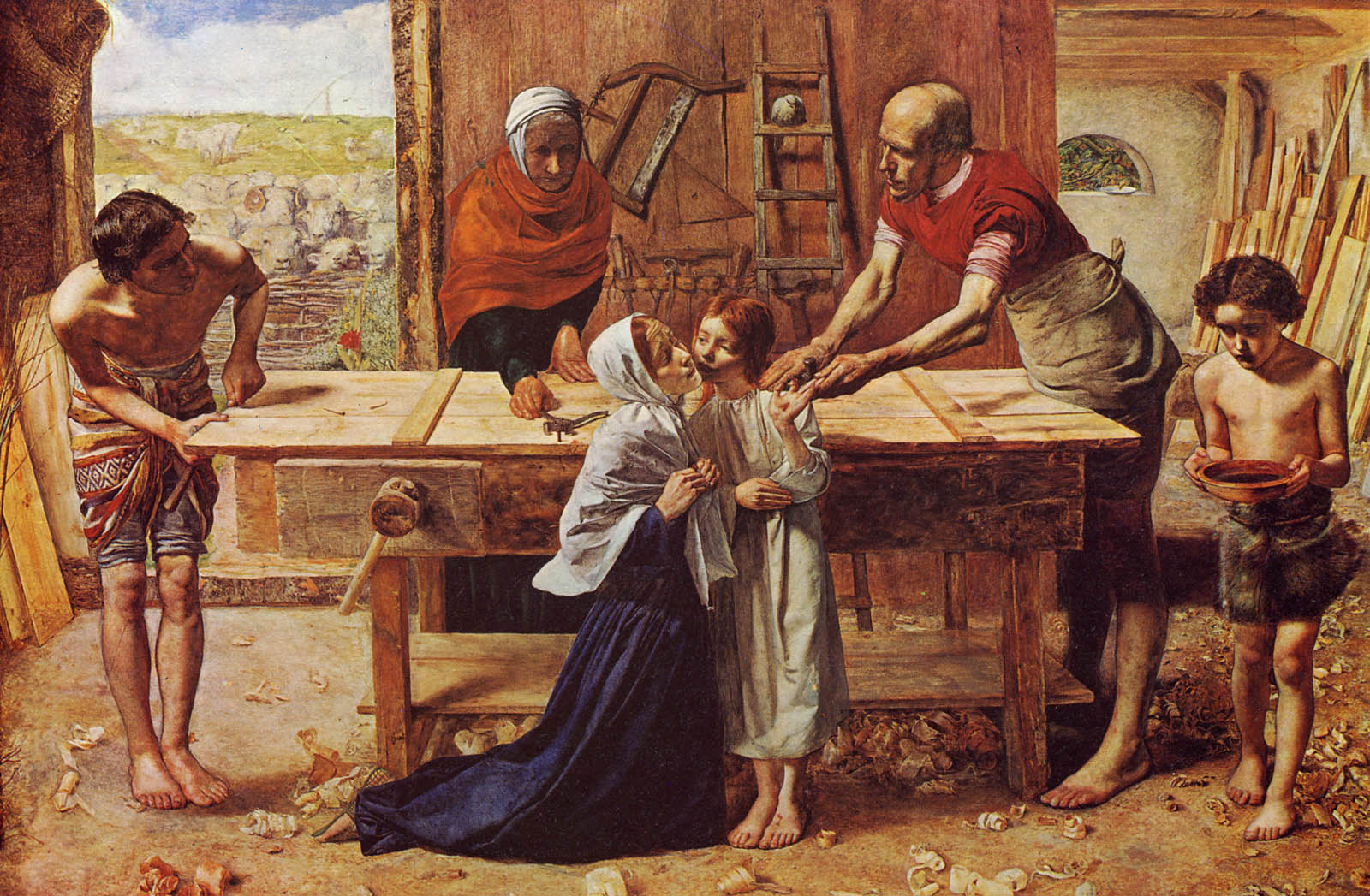
John Everett Millais: Cristo na casa de seus pais, 1850. Tate Gallery
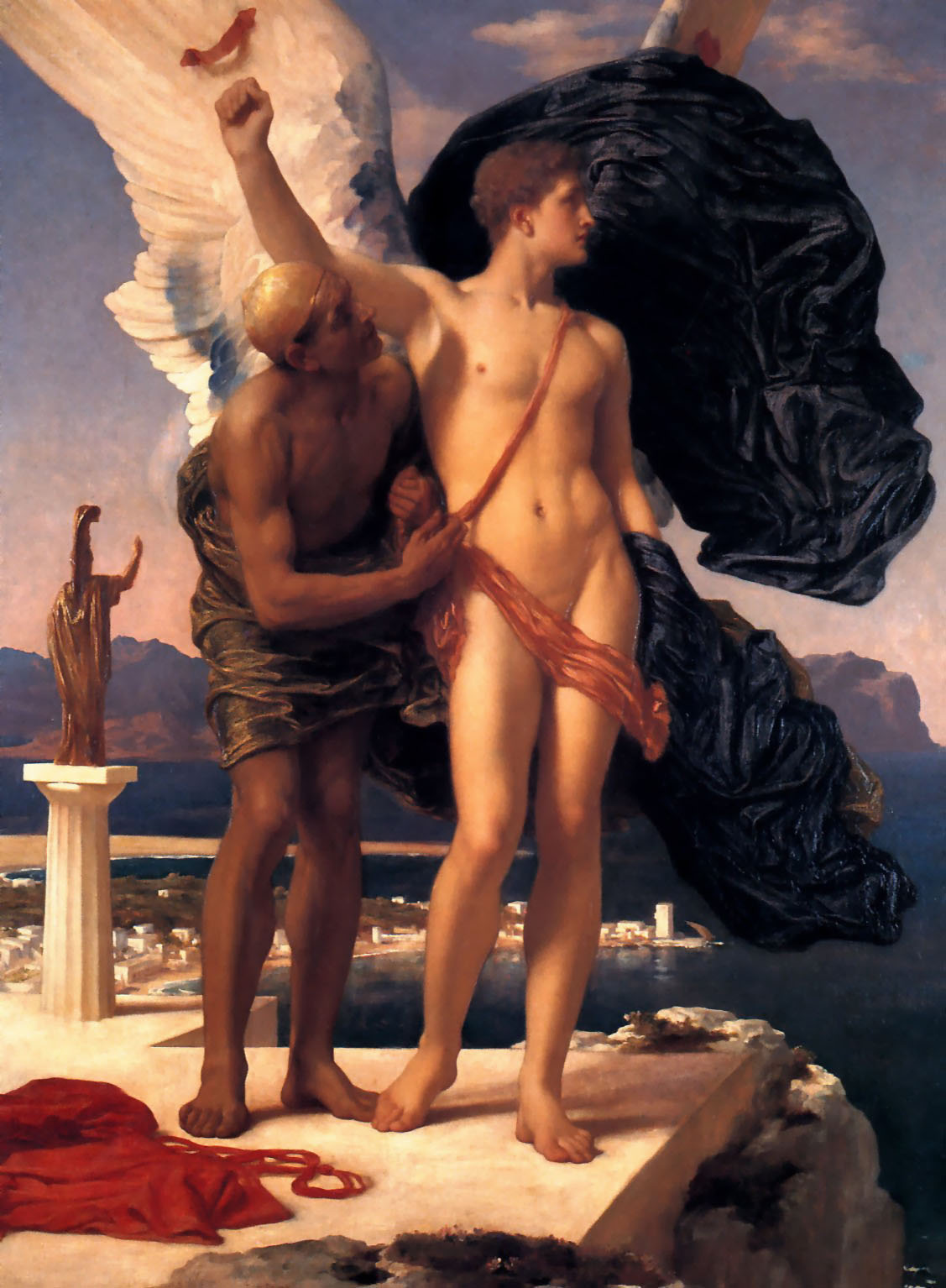
Frederick Leighton: Ícaro e Dédalo, c. 1869.
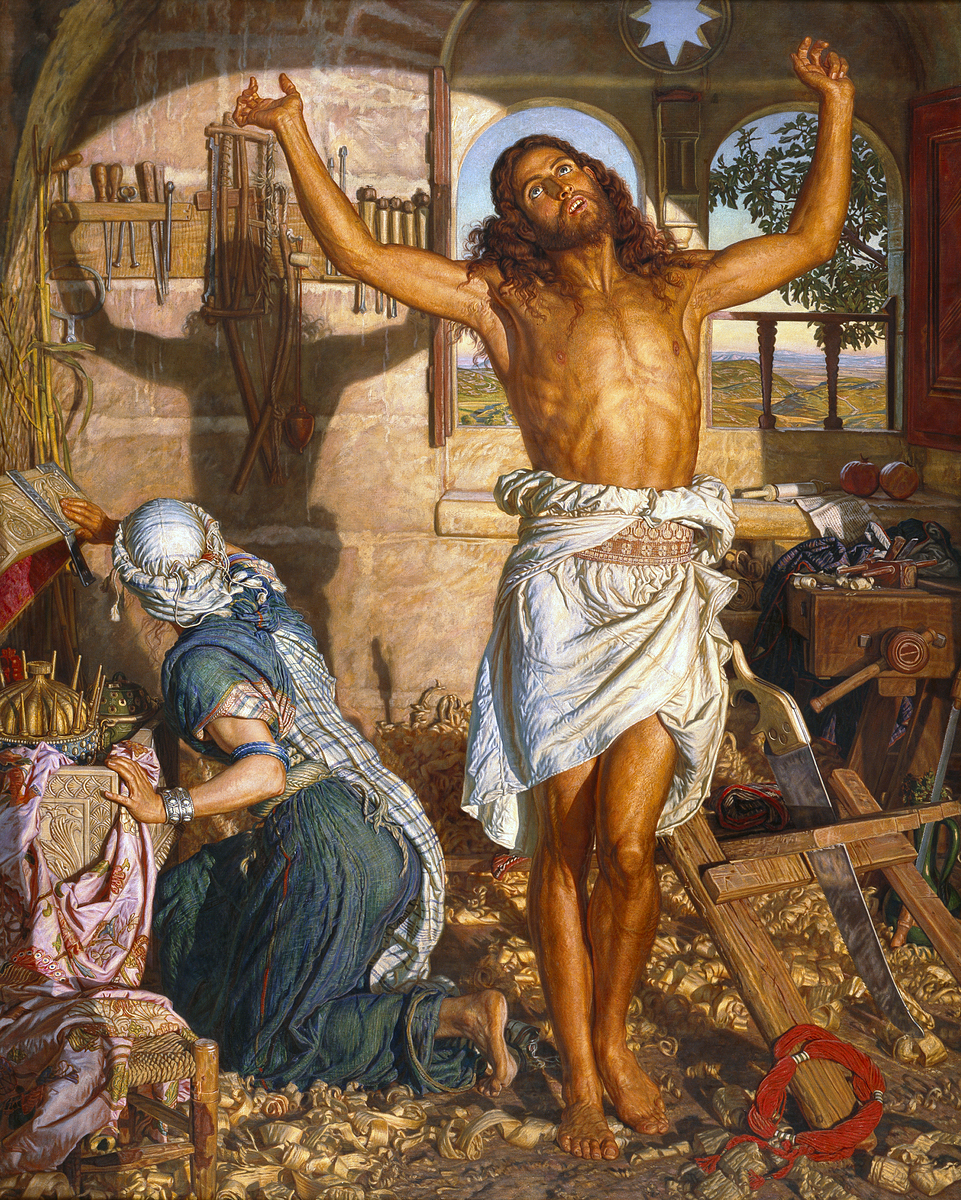
William Hunt: A sombra da morte, 1870.
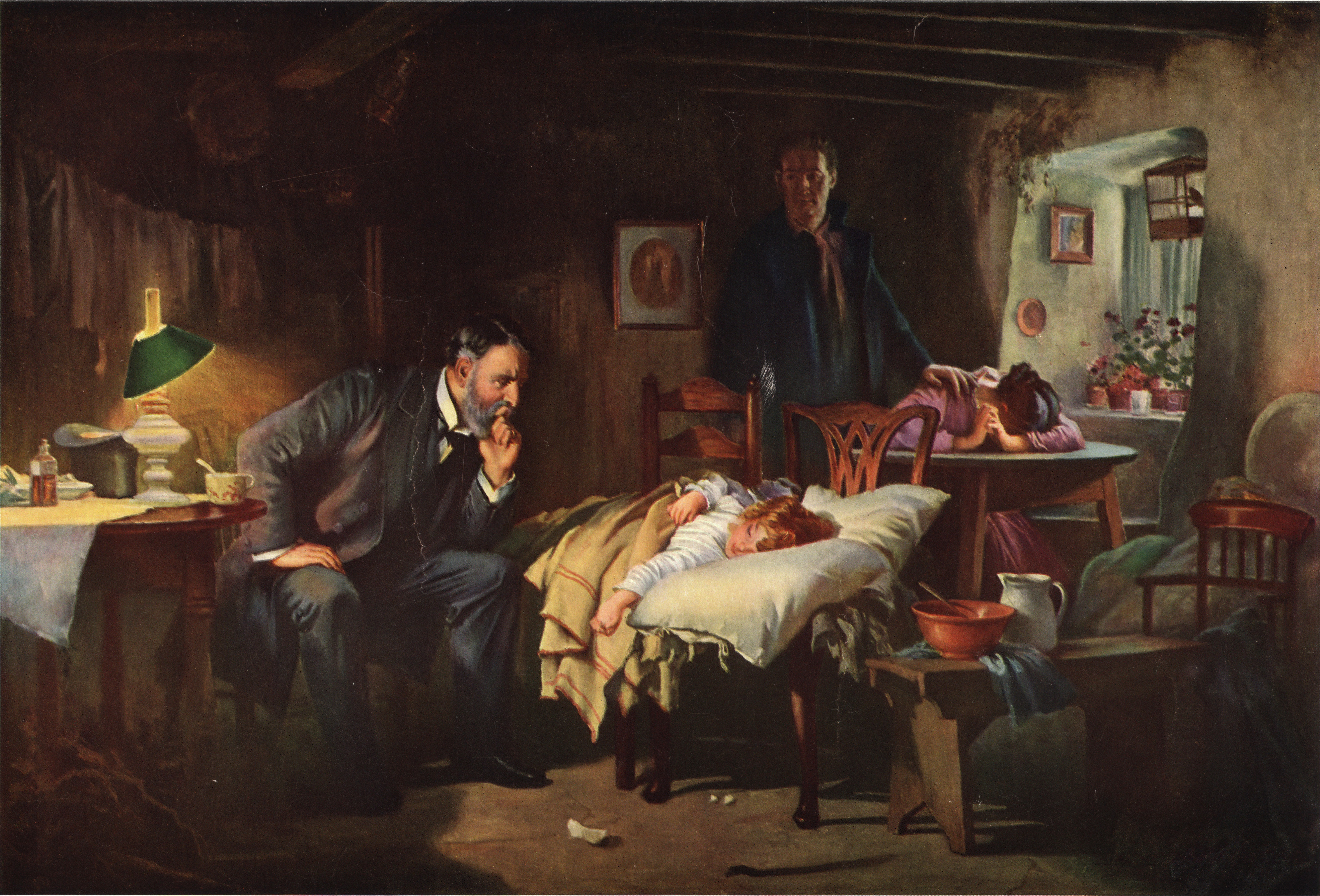
Luke Fildes: O doutor, 1891.
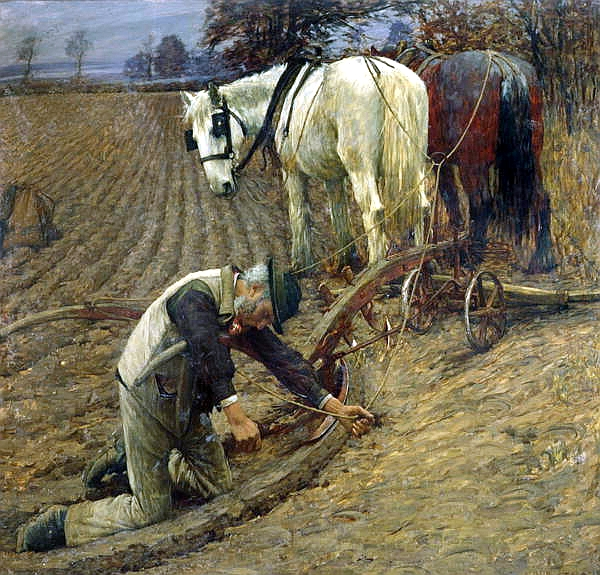
Henry Herbert La Thangue: A última vala, 1895.
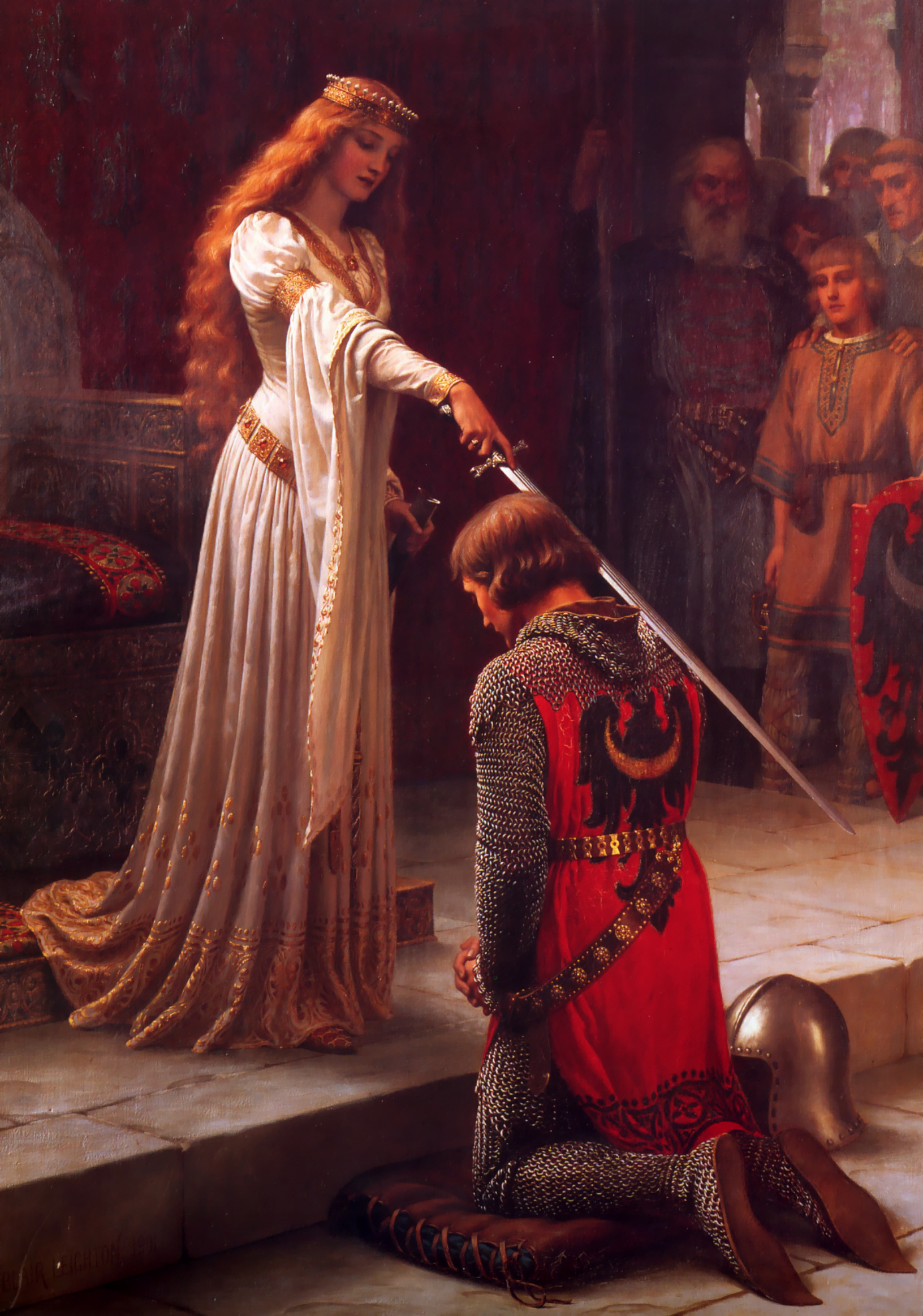
Edmund Leighton: A investidura, 1901
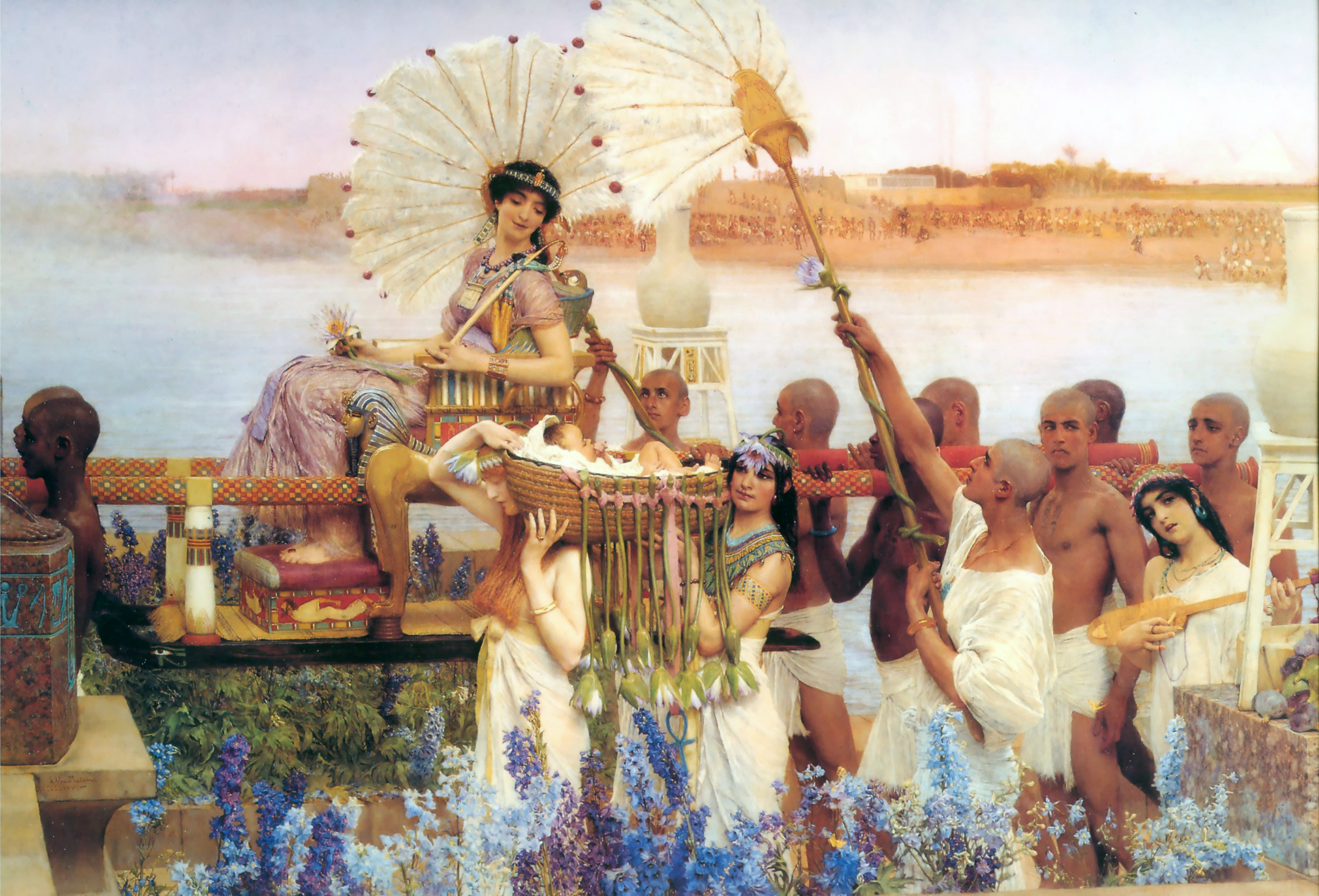
Lawrence Alma-Tadema: O encontro de Moisés, 1904.
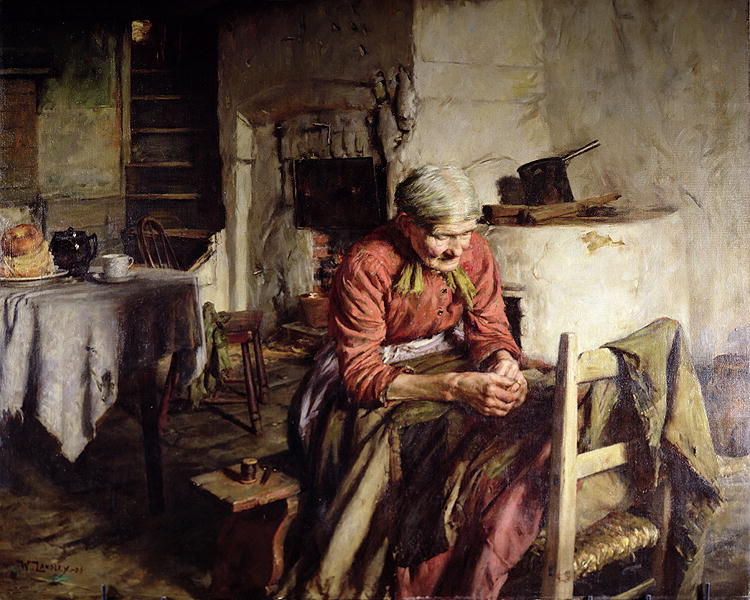
Walter Langley: Memórias, 190

## Modernidade
Das últimas décadas do século XIX até aproximadamente as décadas de 50 e 60 do século XX, a arte ocidental passou por um processo cuja tônica foi a negação de todas as formas de tradição. Foi uma fase de pesquisa febril de novas formas de plasticidade, e de revisão completa de conceitos sobre a arte e sua função e significado em um mundo que experimentou uma grande depressão econômica e duas guerras mundiais no intervalo de poucas décadas, sintomáticas da crise profunda de valores que ele atravessava e da necessidade urgente da reorganização de toda sua estrutura social e cultural sobre bases mais reais, justas e democráticas.
Esse movimento revolucionário foi denominado Modernismo, que é na verdade um feixe de múltiplas tendências e escolas, das quais as mais importantes no Reino Unido foram o Impressionismo, o Pós-Impressionismo, o Surrealismo, e várias modalidades de Abstracionismo, com destaque para o Vorticismo, uma contribuição original britânica ao Modernismo. Muitas dessas correntes tinham objetivos políticos e sociais declarados, desejavam criar um mundo melhor, acreditavam no poder da tecnologia de prover mais felicidade e conforto à população e transformar a sociedade, e por vezes exaltavam a máquina como símbolo dessas aspirações.

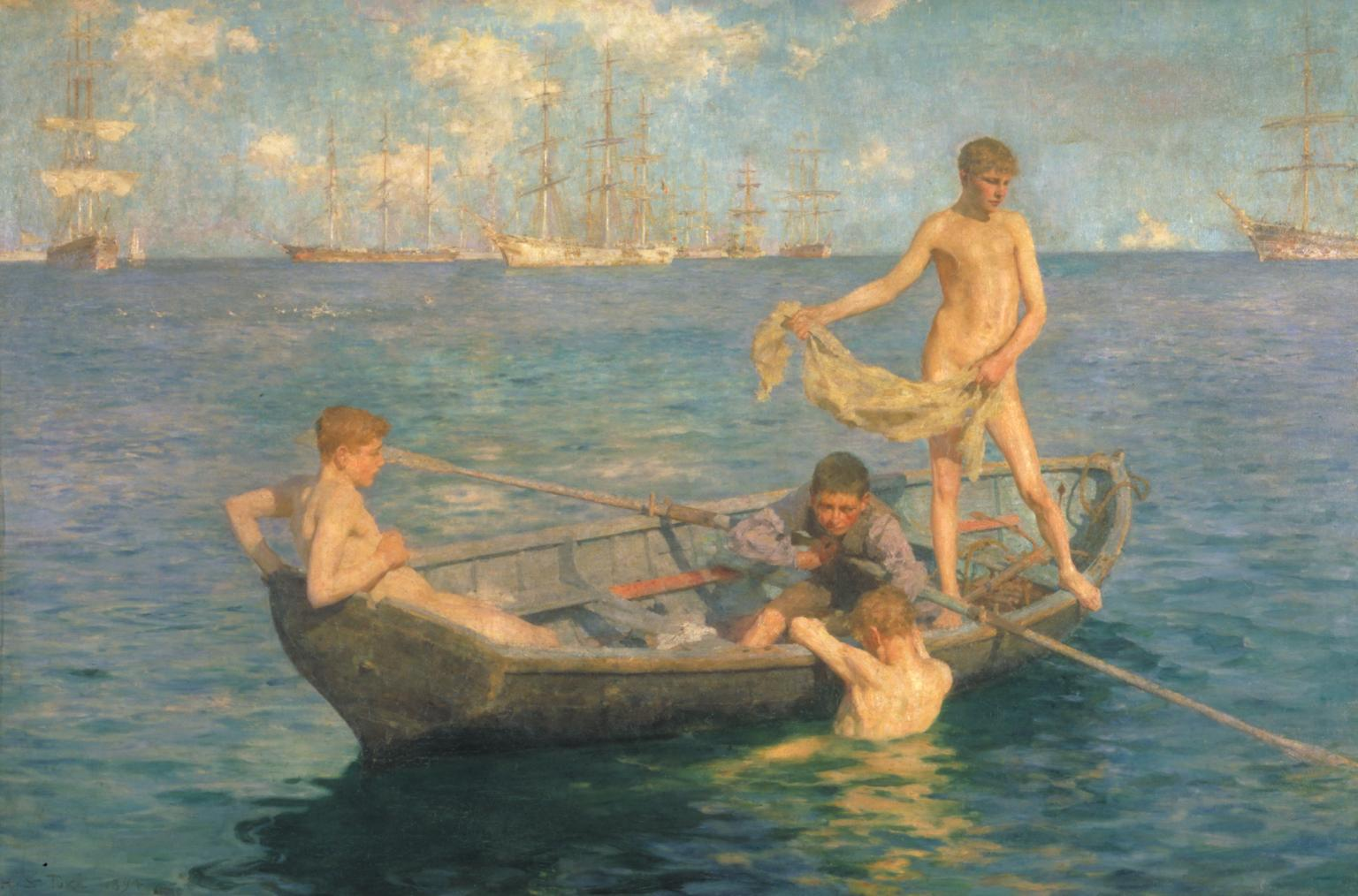
Henry Scott Tuke: Agosto azul, 1893

No Reino Unido as primeiras manifestações, ainda tímidas, efêmeras e marginais, contra o estilo acadêmico apareceram já na década de 1830 através do grupo conhecido como The Clique, que dizia ser a arte acadêmica e seu passadismo coisas irrelevantes para a era moderna. Depois outras forças entraram em ação para gradativamente diversificar o estilo geral e solapar a unidade e ortodoxia dos acadêmicos: os Glasgow Boys, na Escócia, que contestavam as temáticas alegórica e classicista da Royal Scottish Academy; os pré-rafaelitas, que buscavam uma arte mais espiritual e verdadeira; os realistas, inconformados com a artificiosidade da arte romântica; os participantes do Arts and Crafts, que embora em essência românticos lutavam por uma modernização nos meios de produção, circulação e consumo de arte que tinha aspirações socialistas.
O exemplo dos impressionistas franceses foi especialmente sentido por alguns grupos, como a chamada Escola de Newlyn, ativa em Newlyn, Cornualha, entre a década de 1880 e os primeiros anos do século XX. Cultivava um interesse paralelo pelo retrato realista das comunidades pescadoras da região, exerceu significativa influência e foi frequentada por nomes importantes como Gotch, já citado, e mais Henry Scott Tuke, Norman Garstin, Walter Langley e Frank Bramley, dentre outros. Em 1886 foi criado o New English Arts Club como uma alternativa à Royal Academy, onde a presença de impressionistas foi significativa, mas dele participaram ainda Thomas Cooper Gotch, John Singer Sargent, Philip Wilson Steer, George Clausen e Stanhope Forbes.

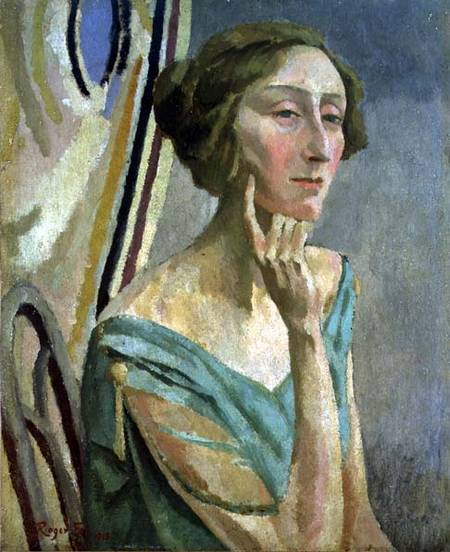
Roger Fry: Retrato de Edith Sitwell, 1915

O modernismo britânico contou ainda com a decisiva participação de literatos e poetas como George Bernard Shaw, Virginia Woolf, D. H. Lawrence e James Joyce, que romperam muitos tabus temáticos e estilísticos em seus escritos, atacaram a censura institucionalizada e o falso moralismo da cultura de então e ridicularizaram os valores mesquinhos que julgavam encontrar na sociedade burguesa. E filósofos como George Edward Moore e críticos de arte influentes como Clive Bell e Herbert Read fizeram sua parte para ampliar os horizontes conceituais de seus contemporâneos. Adicionalmente, o Reino Unido enfrentou nesse período as consequências do afluxo de significativo número de refugiados do fascismo e nazismo continentais, bem como de imigrantes das suas colônias, especialmente a Índia, que introduziram uma nota cultural nova nas ilhas.
Assim, a revolução moderna não foi um fenômeno súbito nem pontual, pois suas raízes imediatas datam de muitas décadas antes e apareceram em vários centros. Contudo alguns autores por vezes consideram que ele se implantou tardiamente numa Inglaterra conservadora e o delimitam com mais rigor, julgando vigorar entre os anos 1910 - quando o academismo britânico (como de resto em todo o ocidente) já perdera sustentação em todas as frentes com o resultado do colapso total desse sistema - e a II Guerra Mundial, data a partir da qual o modernismo perde seu vigor revolucionário, deixa de ser um ideário utópico das elites cultas, suas soluções plásticas são incorporadas pelos meios de comunicação e se tornam a atmosfera cultural do dia-a-dia da classe média, presentes em jornais e magazines, nas campanhas publicitárias de produtos banais, iniciando o processo de massificação da cultura que é uma das marcas da contemporaneidade. Um evento por vezes contado como o marco inaugural do Modernismo britânico foi a exposição de arte promovida em 1910 por Roger Fry, expondo obras pós-impressionistas e fauvistas.
Um dos grupos mais ativos foi o Grupo de Bloomsbury, formado por intelectuais e artistas, dentre os quais os pintores Roger Fry, Duncan Grant e Vanessa Bell, discutia uma variedade de temas com uma ênfase libertária e desmistificadora, desde a defesa de uma nova apreciação da sexualidade até a crítica de arte pura e simples, onde atacavam em especial o alegado materialismo do Realismo em pintura. Outro foi o Leeds Arts Club, que debatia arte em meio a uma atmosfera filosófica que misturava Socialismo, Anarquismo, Trabalhismo, Psicanálise, Teosofia, Feminismo, Existencialismo e outras ideias revolucionárias para a época, além de editarem um periódico muito influente, o The New Age, e organizarem uma das primeiras coleções de arte moderna internacional de Londres.
Também foram de impacto a atuação do Arts Council of Great Britain, do grupo Whitechapel Boys, de pintores e literatos anglo-judeus que refletiam sobre a experiência da guerra; a da Escola de Glasgow para a difusão de ideias modernas no norte, com a participação de Herbert MacNair, Margaret MacDonald, Charles Rennie Mackintosh, Norah Neilson Gray, Bessie MacNicol e Frances MacDonald; dos Scottish Colourists (Leslie Hunter, Samuel Peploe, Francis Cadell e John Duncan Fergusson), adeptos do Pós-impressionismo, e do Camden Town Group, formado por pós-impressionistas e cubistas de Londres, reunindo entre outros Walter Sickert, Harold Gilman, Lucien Pissarro, Wyndham Lewis, Walter Bayes, Robert Bevan, Augustus John, Henry Lamb e Charles Ginner.
Outros artistas significativos do período entre-guerras foram Matthew Smith, Christopher Wood, Lawrence Stephen Lowry e Stanley Spencer. As tendências surrealistas foram representadas por Paul Nash, Ceri Richards, Cecil Collins e Graham Sutherland, enquanto que Ben Nicholson, reagindo contra eles, foi o pivô na pintura, através da participação no grupo Unit One e na publicação Circle, de um movimento abstrato de grande influência que lançou as bases de uma nova concepção de arte, elaborada a partir de suas próprias causas e princípios internos, sem traços de individualismo e buscando reconstruir a linguagem pictórica e ligação entre a arte, a vida e o cosmo, depois da contribuição precursora de Turner no século XIX e de Wyndham Lewis com seu Vorticismo.

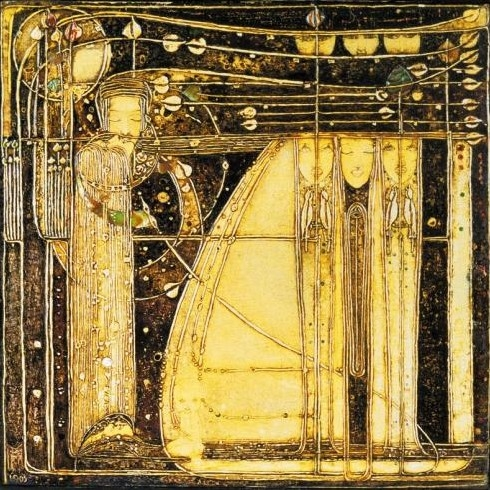
Margaret MacDonald: Ópera dos mares, 1903.
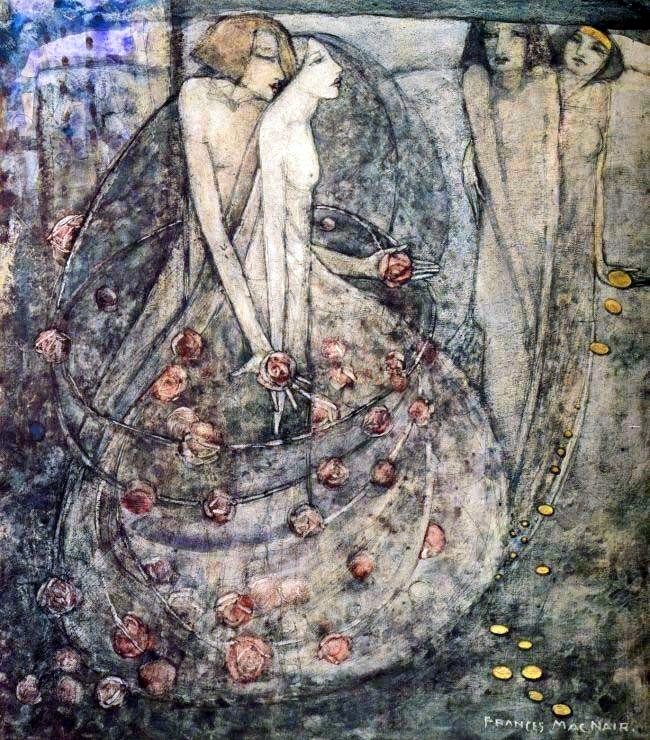
Frances MacDonald: A escolha, 1909.
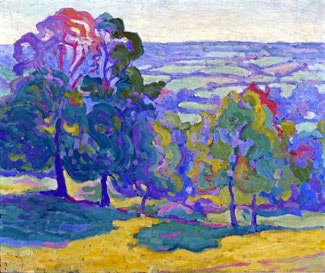
Robert Bevan: Entardecer no vale Culme, 1912.
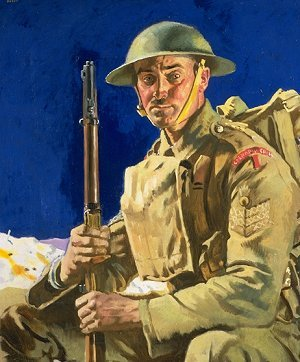
William Orpen: Granadeiro, c. 1914-1918.
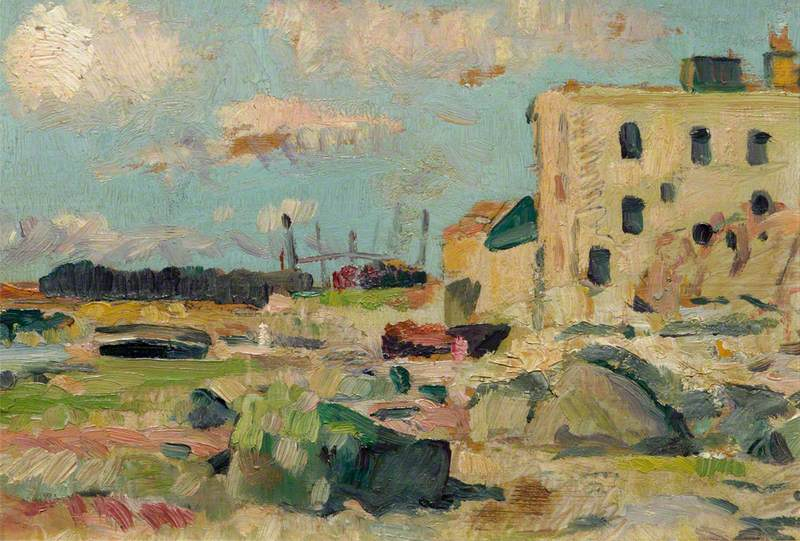
Leslie Hunter: A praia na maré baixa.
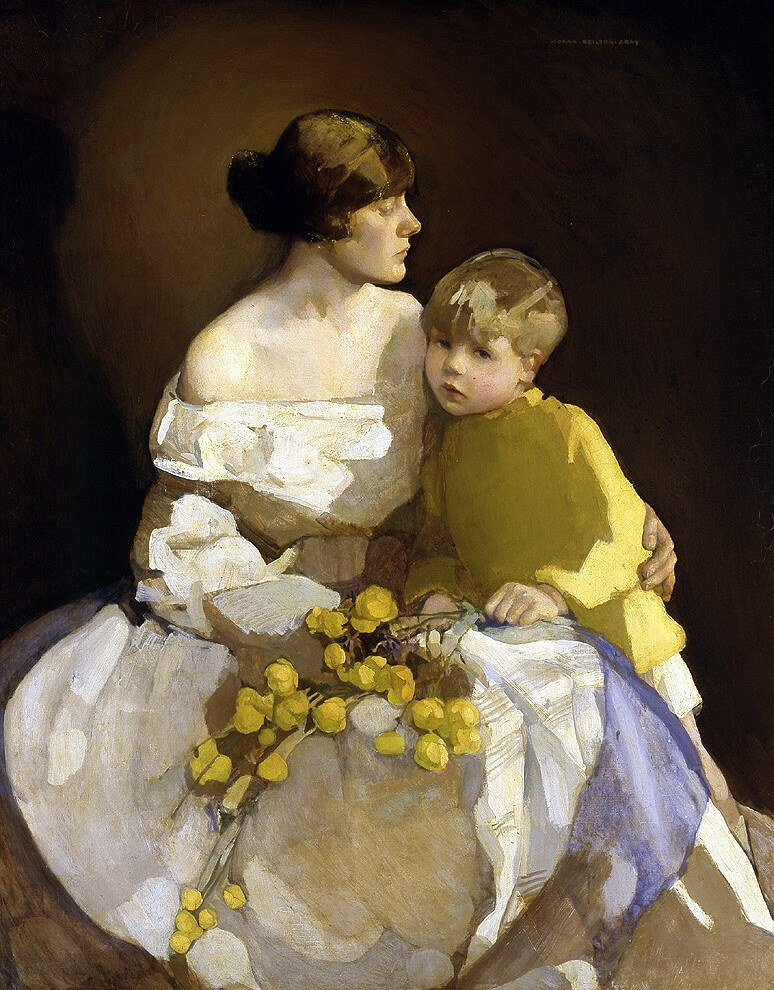
Norah Neilson Gray: Irmãozinho, 1921
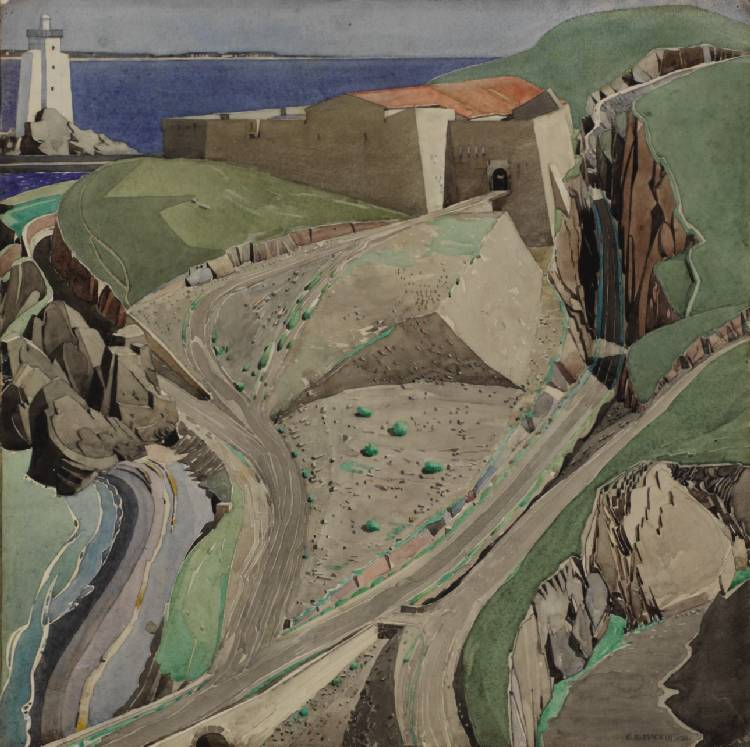
Charles Rennie Mackintosh: O forte, c. 1925. Hunterian Museum & Art Gallery Collections
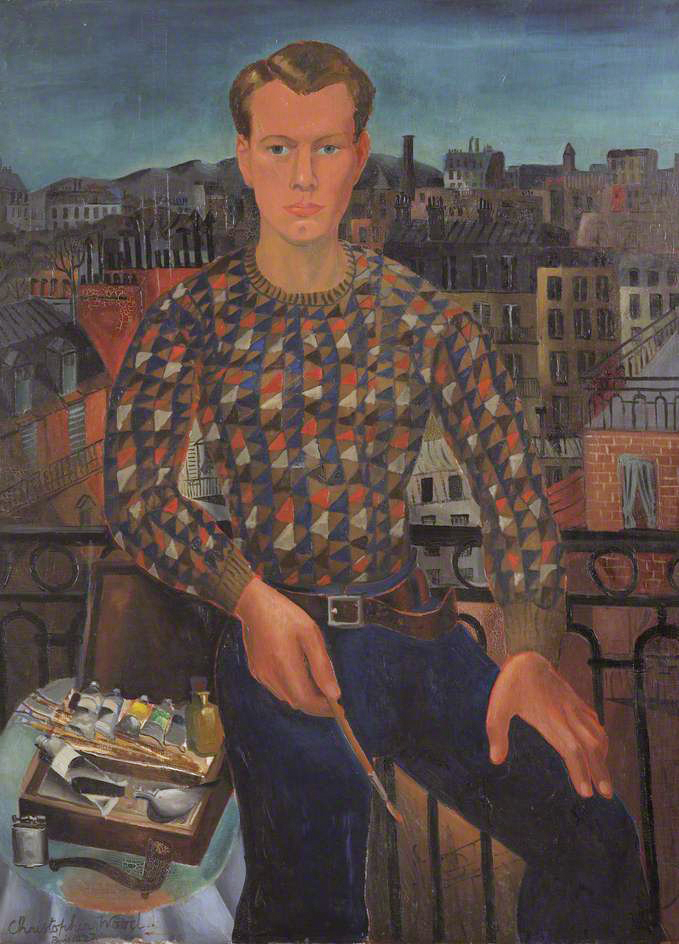
Christopher Wood: Auto-retrato, 1927. Kettle's Yard

## Pintura contemporânea
O panorama das artes britânicas depois da II Guerra Mundial se torna cada vez mais pluralista, a pintura começa a ser cultivada seriamente em todas as grandes cidades do Reino Unido com apoio governamental consistente através de museus, exposições e escolas de arte, e alguns de seus praticantes alcançam projeção mundial. O Institute of Contemporary Arts, fundado em Londres em 1946, programa exposições seminais de Arte Pop, brutalistas e Arte Op, e congrega a partir de 1952 o Independent Group, cuja atuação foi influente desde a comentada exposição This Is Tomorrow de 1956, onde tiveram destaque.
A abstração se encontra consolidada com Victor Pasmore, Patrick Heron, William Turnbull e do Op artist Bridget Riley, e aparecem outras correntes figurativas, continuando uma longa tradição ora temperada pelos avanços recentes, como o Neo-expressionismo de Francis Bacon, Peter Prendergast, Keith Vaughan e Frank Auerbach, o Neo-realismo de Lucien Freud, o Kitchen sink realism de John Bratby e Jack Smith, inspirados no Realismo Socialista soviético, os artistas que abordavam o underground como Robert Lenkiewicz e Carel Weight, e a Arte Pop de Richard Hamilton, Peter Blake, John McHale, Ronald Brooks Kitaj, David Hockney, Graham Ovenden e vários outros.
Forma-se em 1968 o grupo Art & Language com Terry Atkinson, David Bainbridge, Michael Baldwin e Harold Hurrell, iniciando um movimento de Arte conceitual que busca rever o significado da arte, sua prática, sua interpretação e seus meios, dando grande peso à palavra na expressão plástica e associando mídias contemporâneas e novas formas de exposição. Rompem-se as fronteiras entre os vários gêneros de arte e a pintura pura entra em uma fase de relativo descrédito.
Nos anos 1980, numa onda de expansão do mercado e de resgate da dignidade da pintura que surgiu na Alemanha através dos neo-fauves, e depois pela corrente historicista e eclética pós-moderna, nas ilhas ela também ganha novo alento em especial com a instituição do Turner Prize e a atuação do curador Nicholas Serota à frente da Tate Gallery. Um pouco depois aparece uma reação sob forma de um Neo-conceptualismo, tipificado pelo influente grupo Young British Artists, que integrava também pintores como Marcus Harvey, Damien Hirst, Fiona Rae e Richard Patterson. Tiveram sua fama garantida na exposição Sensation, de 1997, que causou grande agitação no circuito de arte local e depois foi levada a outros países.
Opondo-se aos Young Artists e à Arte conceitual, os stuckistas, influente grupo composto por Charles Thomson, Philip Absolon, John Bourne, Abby Jackson, Peter McArdle, Mark D., Paul Harvey, Eamon Everall e outros, defendiam uma pintura todo figurativa, eclética, irônica, contestadora e tipicamente urbana, reinventando inclusive estilos históricos como o Art Nouveau e Cubismo. Publicaram um manifesto em 1999, mantiveram longo ataque ao Turner Prize e ganharam maior notoriedade após uma polêmica exposição na Walker Art Gallery em 2004. Outros artistas como Stuart Semple empregam meios performáticos e audiovisuais paralelamente á pintura, e grupos como o Artoose Collective, com Frank Fishcher, Steph Goodger, Kit Glaisyer, preferem manter uma postura mais aberta, praticando em vários estilos incluindo a abstração.
Não podem ser deixadas de lado ainda as expressões recentes de pintura out-door, como o impactante muralismo politizado dos Bogside Artists da Irlanda do Norte (Tom Kelly, William Kelly e Kevin Hasson) e os graffitis, geralmente anônimos mas com destaque para Charles Uzzell Edwards e Bansky, engajados em temas sociais, Paul Insect, inspirado na Arte Pop, e Ben Eine, que se dedica ao lettering artístico; muitos deles são apoiados por instituições de renome como a Tate Gallery.
Assim, a pintura britânica mais atual se caracteriza pela multiplicidade e sua situação atual é das mais favoráveis e dinâmicas. Os museus e escolas privados e estatais já são inúmeros, espalhados por todos os cantos das ilhas, e o governo, através de suas instituições, dá inestimável suporte a todas as formas de expressão, desde as mais eruditas e herméticas como a pintura conceitual às populares como o graffiti, buscando um engajamento de todos no cultivo e apreciação da arte. A pintura do Reino Unido é uma referência inescapável no estudo da arte universal, sua produção recente está perfeitamente integrada ao movimento internacional e exerce considerável influência na determinação de seus rumos futuros.

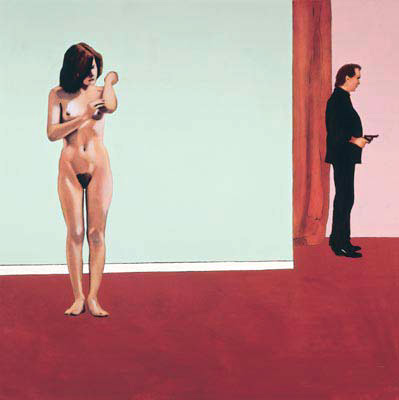
Peter McArdle: Uma anunciação
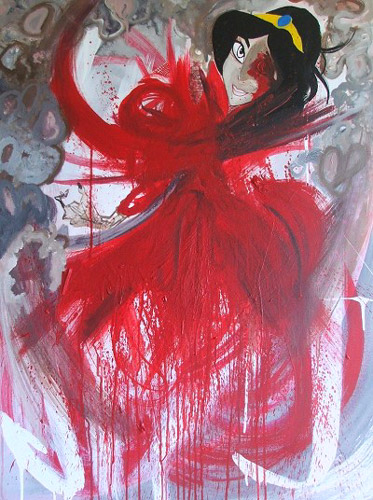
Abby Jackson: Shock and Awe
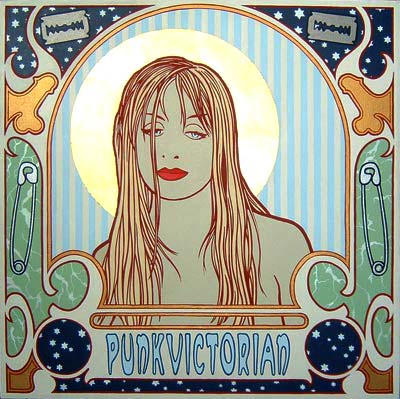
Paul Harvey: Punk vitorian
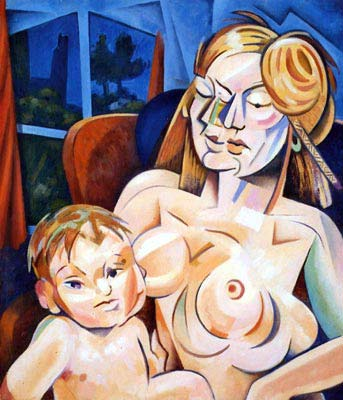
Eamon Everall: Mãe e filho
Bansky: Graffiti em Bethlehem